# حیدرآباد (هند)
حیدرآباد (به انگلیسی:Hyderabad تلوگو: హైదరాబాదు اردو: حیدر آباد) یکی از شهرهای بزرگ هند و پایتخت ایالت تلنگانا است.
این شهر با وسعت ۶۲۵ کیلومتر مربع، ششمین شهر بزرگ هند است که در ارتفاع ۵۰۰ متری از سطح دریا در فلات دکن واقع شده و بیشتر طبیعت اطراف آن سنگلاخی است. این شهر حدود ۶٫۷ میلیون نفر جمعیت دارد که اکثر آن‌ها مسلمان‌اند. ۳۵٪ مردم حیدرآباد مسلمانان سنی مذهبند. قدمت این شهر به حدود ۴۰۰ سال قبل برمی‌گردد. حیدرآباد شهر معابد، مساجد و بازارها شناخته شده و طبیعت بسیار زیبایی دارد.
منطقه حیدرآباد از دو شهر بزرگ حیدرآباد و سکندرآباد تشکیل شده‌است.
در قرن‌های پانزدهم و شانزدهم میلادی، سلسله قطب شاهیان در حدود دویست سال بر این شهر حکومت داشتند و مرکز حکومت‌شان گلکنده بود. بنیان‌گذار این سلسله، سلطان قلی همدانی بوده‌است. حیدرآباد بیشتر شبیه شهر مسلمانان است. در شهر زنان با چادرهای سیاه در حالیکه چهره‌هایشان را پوشانیده‌اند، دیده می‌شوند. شهر حیدرآباد به ویژه بخش قدیمی آن که در حاشیه رود موسی قرار دارد، ظاهری اسلامی دارد. بناهای عظیم با معماری اسلامی، مساجد و زنان محجبه این شهر، نشان‌دهنده فرهنگ اسلامی در این شهر است.
این شهر به جهات مختلف سیاسی، فرهنگی، تاریخی، علمی و اقتصادی از شهرهای مهم هند و یکی از قطب‌های اقتصادی، سیاسی در جنوب این کشور است. سابقه ۵۰۰ ساله حضور ایرانیان در این منطقه، عامل مهمی در ایجاد تحولات سیاسی، اقتصادی و فرهنگی در جنوب هند شده؛ به طوری که امروزه هیچ مورخ و باستان‌شناسی نمی‌تواند بدون در نظر گرفتن نقش ایرانیان و پادشاهان مسلمان و شیعه مذهب ایرانی در این منطقه تصویر کامل و درستی از وضعیت گذشته و حال منطقه ارائه کند. اثرات این حضور تاریخی را می‌توان در معماری، زبان، فرهنگ، هنر و دیگر ابعاد زندگی مردم جنوب هند به خوبی مشاهده نمود. از ابتدای قرن ۲۱ میلادی، توسعه شهر حیدرآباد در تمامی جهات سرعتی فزاینده یافته و این امر به خاطر توجه روزافزون شرکت‌ها و بنیادهای علمی و فرهنگی کشورهای مختلف به این منطقه است.

## تاریخچه

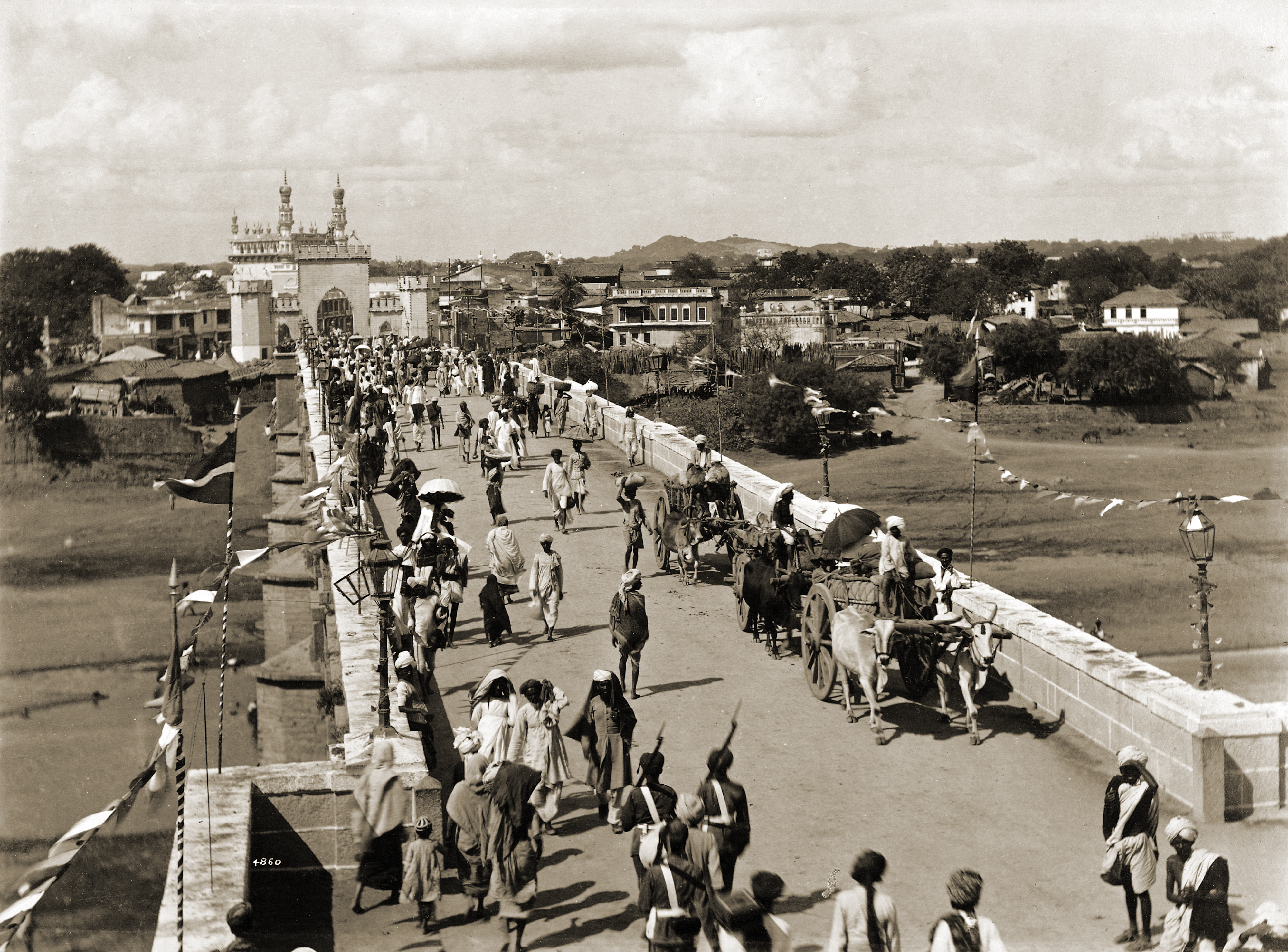
ورودی حیدرآباد در دهه ۱۸۸۰

در اواخر قرن شانزدهم میلادی، محمد قلی قطب شاه (ایرانی اهل همدان) از سلسله شیعه مذهب قطب شاهیان دکن که بر منطقه وسیعی از این ناحیه هندوستان حکومت می‌کرد، تصمیم به انتقال مرکز حکومت خود از قلعه گلکنده (که امروز در بخش غربی حیدرآباد و بر فراز کوهی قرار گرفته) به نزدیکترین دشت در حاشیه رودخانه موسی (musi) گرفت و شهر جدیدی را که امروز حیدرآباد نام دارد بنیان‌گذارد. در سال ۱۶۸۷ میلادی، این شهر جدید توسط لشکر اورنگ زیب، امپراتور گورکانی هند فتح شد و حکومت قطب شاهیان به پایان رسید. در سال ۱۷۲۴ نظام الملک آصف جاه با استفاده از ضعف حکومت مرکزی، منطقه تحت سلطه خود و از جمله حیدرآباد را مستقل اعلام نموده و سلسله نظام شاهیان حیدرآباد را بنیان‌گذارد که تا زمان استقلال هند در سال ۱۹۴۸ میلادی پابرجا ماند. در سال ۱۹۵۳ طی تقسیمات کشوری جدید دولت هند، ایالت آندرا پرادش به مرکزیت حیدرآباد تشکیل شد.
معماران ایرانی شهر حیدرآباد، تلاش نمودند تا این شهر را مشابه اصفهان بنا کنند و به همین خاطر نام دوم شهر حیدرآباد، «اصفهان نو» است. گفته می‌شود این شهر برای احترام به علی بن ابیطالب «حیدر آباد» نامیده شده‌است.
پس از فروپاشی حکومت گورکانیان در دهلی، حکومت پادشاهان نظام در جنوب هند (دکن)، مرکزی برای تجمع هنرمندان و دانشمندان و محل رونق و شکوفایی فرهنگ و هنرهای اسلامی شد. وجود معادن متعدد سنگ‌های قیمتی در این ناحیه، ثروت بی‌حسابی را در اختیار حکومت نظام در حیدرآباد قرار داد تا به راحتی بتوانند مشوق و حامی هنرمندان و دانشمندان باشند.
در اوایل قرن ۱۹ میلادی، پادگانی در خارج از شهر حیدرآباد توسط نیروهای ارتش انگلیس برپا شد که به نام حاکم وقت سلسله نظام شاهی یعنی سکندرجاه، سکندرآباد خوانده شد. به تدریج در اطراف این پادگان شهری به همین نام ایجاد شد و امروزه هر چند این دو شهر (حیدرآباد و سکندرآباد) کاملاً به هم متصل شده‌اند، ولی هنوز هویت مستقل خود را حفظ کرده‌اند.
حکومت نظام حیدرآباد پس از استقلال هند نیز تا مدتی ادامه داشت و با تقسیم هند به دو کشور هند و پاکستان، عثمان علی خان حاکم وقت سلسله نظام، خود را همپیمان پاکستان اعلام نمود ولی به علت درگیری‌های قومی و نیز حمله نظامی دولت مرکزی هند، ناحیه تحت حکومت وی تصرف گردید و این ناحیه ضمیمه خاک هندوستان شده و حکومت نظام برچیده شد.

## روابط قطب شاهیان با پادشاهان صفوی ایران

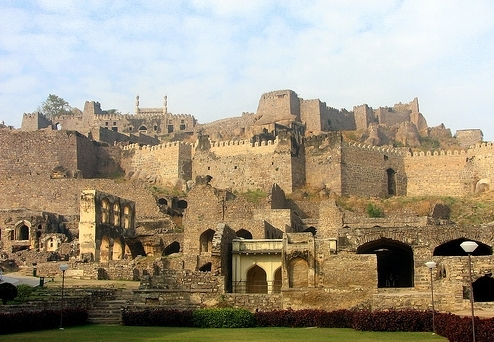
قلعه گُلکُنده در حیدرآباد

در قرن هفتم هجری قمری (قرن ۱۳ میلادی) پس از آنکه نواحی شمال هند ابتدا توسط سلطان محمود غزنوی و سپس به وسیله سلطان معزالدین محمد غوری به تصرف مسلمانان درآمد و قطب الدین آیبک با شکست «پریتوی» آخرین ماهاراجه دهلی، سلسله سلاطین مسلمان دهلی را در پایتخت سرزمین افسانه‌ای هند مستقر کرد راه حرکت مذاهب و تفکر اسلامی به سمت سرزمین‌های جنوبی و میانی شبه قاره هموار شد و در قرون بعد به تدریج حکومت‌های محلی اسلامی در نواحی جنوب و مرکزی هند تأسیس شد. این حکومت‌ها تماماً پیوندهای خونی یا فکری و فرهنگی با جامعه ایرانی، اسلامی و شیعی داشتند و بیشتر آن‌ها در منطقه دکن متمرکز بودند.
خاندان «بهمنی‌ها» یکی از مهم‌ترین سلسله‌های حاکم در دکن بودند که از اعقاب علاءالدین حسن بهمنی افغان به‌شمار می‌رفتند و نسب خود را به بهمن پسر اسفندیار از سلسله کیانیان ایران می‌رساندند و حدود ۱۹۰ سال از ۷۴۸ تا ۹۳۴ قمری بر اکثر نواحی دکن فرمانروایی می‌کردند. خاندان بهمنی با علاقه فراوانی که به فرهنگ فارسی و عرفای ایرانی داشتند بسیار کوشیدند که به حضور شاه نعمت‌اله ولی و خواجه شمس الدین حافظ شیرازی در دربار خود مفتخر گردند، اما توفیق نیافتند. این سلسله جشن‌ها و اعیاد ایرانی ازجمله نوروز را با شکوه فراوان برگزار می‌کردند.
یکی دیگر از حکومت‌های محلی که پیش از انقراض بهمنی‌ها در اوایل قرن دهم هجری قمری در سرزمین فعلی دکن (که اینک ایالت آندرا پرادش را شامل می‌شود) شکل گرفت و حدود ۲۰۰ سال دوام آورد، سلسله «قطب شاهیان» بود که مرکز آن در قلعه گلکنده قرار داشت و مؤسس آن سلطان قلی همدانی بود که از همدان ایران و از ترک‌های بهارلو و از اعقاب قرا یوسف و اسکندر، از پادشاهان قراقویونلو به‌شمار می‌رفت. وی همراه عمویش الله قلی به هند مهاجرت کرد و از سرداران بزرگ محمد شاه سوم بهمنی محسوب می‌شد و در سال ۱۴۶۳ میلادی موفق به دفع شورش منطقه تلنگانا در دکن شد و به همین جهت چندی بعد در سال ۱۵۱۸ میلادی همزمان با پادشاهی شاه اسماعیل اول صفوی با لقب قطب الملکی به سمت سوبه‌دار استقلال خود را در گلکنده اعلام و سلسله قطب شاهیان را تأسیس کرد. این سلسله تا سال ۱۶۸۷ میلادی دوام آورد.
قلعه گلکنده که روزگاری از شهرهای مشهور مشرق زمین و اطراف آن از مراکز اصلی تولید و تجارت الماس و سنگ‌های گرانبهای هند به‌شمار می‌رفت هم‌اکنون در شهر حیدرآباد واقع شده‌است. الماس کوه نور که اینک بر تارک تاج سلطنتی انگلستان می‌درخشد در سال ۱۶۵۶ میلادی از همین ناحیه به‌دست آمد.
بعد از آنکه خبر جلوس شاه اسماعیل صفوی بر تخت سلطنت ایران منتشر شد سلطان قلی قطب شاه که او را مرشد زاده خود می‌دانست در خطبه نام مرشد خود را مقدم بر اسم خود گردانید و نام خلفای سه‌گانه را به تدریج از خطبه ساقط کرد. قطب شاهیان با توجه به سابقه قومیت و وطن دوستی و علائق مذهبی روابط بسیار نزدیکی با دربار ایران و شاهان صفوی برقرار نمودند و در برابر دشمنان از آنان یاری می‌خواستند.
معروف‌ترین فرمانروای این سلسله محمد قلی قطب شاه پنجم بود که به مدت ۳۲ سال حکومت کرد و زمان وی اوج بالندگی سلسله قطب شاهیان به‌شمار می‌رود. از مهم‌ترین اقدامات وی بنای شهر فعلی حیدرآباد است. وی در دوران حکومت خود به ترویج زبان فارسی در منطقه دکن اهتمام ورزید و خود به زبان تلگو (زبان محلی ایالت آندرا پرادش) و زبان فارسی شعر می‌گفت. به طوری که او را مؤسس ادبیات دکنی نامیده‌اند. از شخصیت‌های معروف دربار وی میر محمد مؤمن استرآبادی است که خواهر زاده میر فخرالدین سماکی، فاضل خوش قریحه و مربی و معلم شاهزاده سلطان حیدر میرزا، فرزند شاه طهماسب صفوی بود.
در زمان محمد قلی قطب شاه، روابط سیاسی میان دکن و ایران بسیار نزدیک بود و سفیرانی همچون «اسد بیک کرک یراق تبریزی» و «اغرلو سلطان» از دربار ایران به حضور وی رسیدند و از جانب دکن نیز «حاجی قنبر علی» و «قاضی مصطفی و مهدی قلی» به دربار شاه عباس صفوی گسیل شدند و مکاتباتی میان شاهان صفوی و امرای دکن صورت گرفت. سلطان محمد قطب شاه، نوه ابراهیم قلی ششمین فرمانروای دکن از سلسله ایرانی الاصل و شیعه قطب شاهی به‌شمار می‌رود که تحت تعالیم و تربیت میرمومن استرآبادی رشد کرد و بزرگ شد و از امیران بسیار مؤمن و دیندار این خاندان محسوب می‌شود که مکه مسجد، بزرگترین مسجد جنوب هند را در سال ۱۶۱۷ میلادی در حیدرآباد بنا نمود. وی از نسخه شناسان خبره کتاب‌های خطی به‌شمار می‌رفت. وی در دوران حکومت ۱۴ ساله خود اهتمام فوق‌العاده‌ای در ترویج مذهب تشیع و زبان فارسی به‌عمل آورد.
در دوران وی چند سفیر از جمله حسین بیک قبچانی و قاسم بیک از سوی شاه عباس به حیدرآباد آمدند و پیام‌های وی را تسلیم نمودند و متقابلاً سلطان محمد قطب شاه نیز محمد ابن خاتون عادلی را (که اصالتاً ایرانی بود و بعداً به مقام صدارت قطب شاه رسید) به دربار شاه عباس روانه کرد.
در دوره ۴۶ ساله حکومت پسر وی (عبدالله قطب شاه) قلمرو قطب شاهیان وسعت بیشتری یافت اما در سال‌های ۱۶۳۶ تا ۱۶۵۶ میلادی قلعه گلکنده تحت فشار شدید قشون حکام گورکانی دهلی قرار گرفت و خسارات بسیاری به بار آمد و از این زمان است که سلسله قطب شاهیان به علت درگیری با دربار دهلی رو به افول گذاشت. به‌ویژه آنکه عبدالله قطب شاه تحت فشار شاه جهان، پادشاه گورکانی هند مجبور شد تا نام ائمه اطهار و نیز نام والی ایران را از خطبه‌های نماز جمعه حیدرآباد حذف کند. با این حال روابط عبدالله قطب شاه با دربار ایران بسیار صمیمانه بود و مبادله سفیر بین دو کشور ادامه یافت.

## اقتصاد

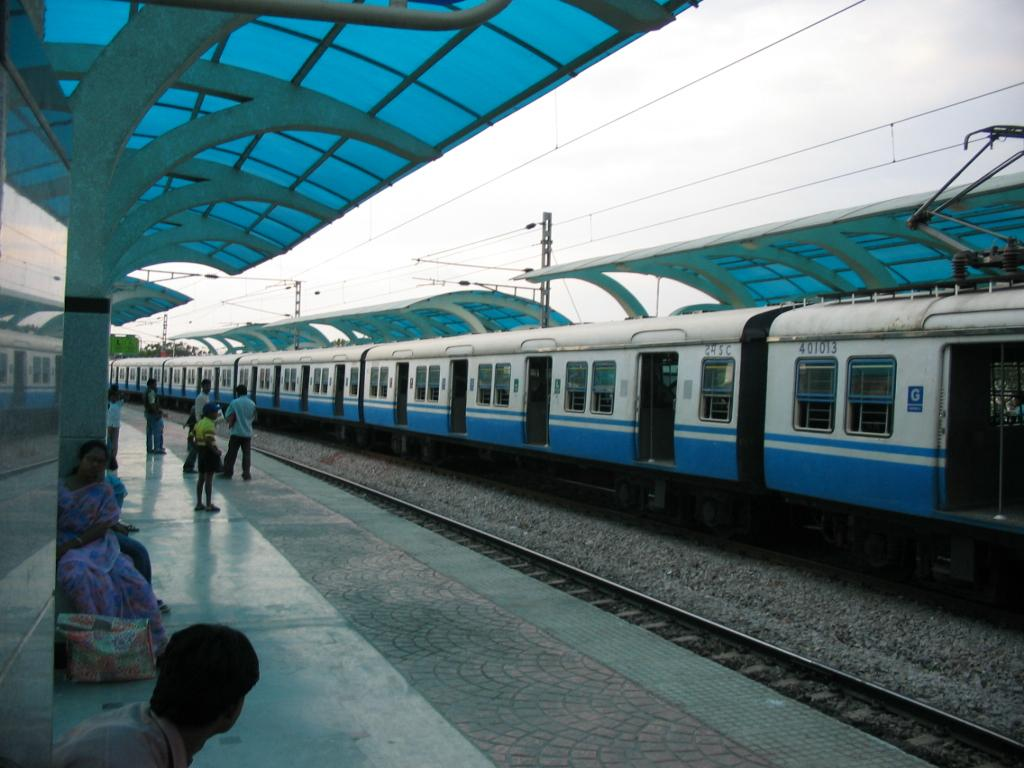
ایستگاه قطار خیابان نکلس

کشاورزی بخش اصلی اقتصاد این ایالت را تشکیل می‌دهد. چهار پنجم تنباکوی هند در ایالت آندراپرادش تولید می‌شود ضمن آنکه این ایالت یکی از مناطق اصلی تولید برنج، دانه‌های روغنی، نیشکر، حبوبات و فلفل نیز هست. این ایالت دارای منابع معدنی مختلف از جمله طلا، منگنز، آهن، کروم، مس، سرب، روی زغال‌سنگ و پنبه نسوز می‌باشد. همچنین در این ایالت صنایع مختلفی از جمله صنایع کشتی سازی، هواپیما سازی، تجهیزات الکترونیکی، ماشین‌سازی و دارو سازی وجود دارد
اهمیت امروزه شهر حیدرآباد در هندوستان بیشتر به دلیل وجود زیرساخت‌های علوم کامپیوتر و فناوری اطلاعات و همچنین تکنولوژی‌های نوین است. تقریباً تمام شرکت‌های بزرگ کامپیوتری دنیا در حیدرآباد شعبه دارند. شرکت مایکروسافت هم بزرگترین شعبه خود در خارج از آمریکا را در این شهر بنا کرده‌است.

## آب و هوا
ایالت آندرا پرادش به دلیل مجاورت با خلیج بنگال گرم و مرطوب است و در قسمتی از سال (ژوئن، ژوئیه و اگوست) باران‌های موسمی در منطقه می‌بارد که معمولاً خسارات زیادی به‌دنبال دارد. این ایالت دارای سه فصل زمستان معتدل مرطوب، تابستان خشک و فصل باران می‌باشد. حداکثر دما بین ۲۳ تا ۴۸ درجه و حداقل آن بین ۱۳ تا ۲۲ درجه می‌باشد. حیدرآباد دارای آب و هوای گرم و شرجی است. فصل تابستان در این شهر از ماه مارس شروع و تا ماه جون ادامه دارد. فصل بارندگی از ژوئیه تا اکتبر و فصل سرما از نوامبر تا فوریه ادامه پیدا می‌کند.
یک چهارم کل مساحت ایالت از جنگل پوشیده شده و دارای درختان ساج، انبه، بامبو و دیگر گیاهان محلی می‌باشد.

## کتابخانه‌ها

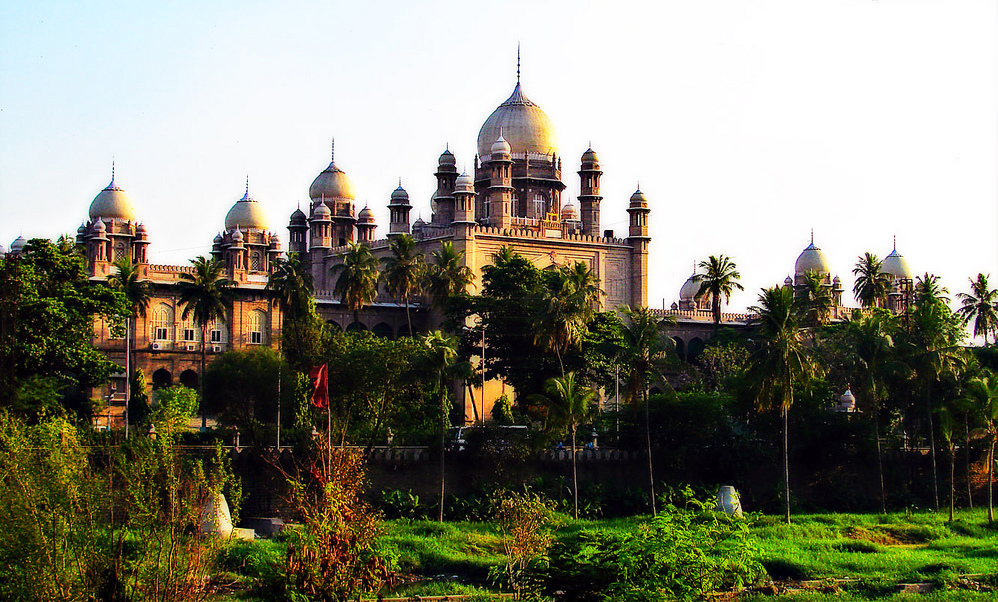
دادگاه عالی آندرا پرادش در حیدرآباد

شهر حیدرآباد به واسطه محوریت ویژه فرهنگی خود در جنوب هند و حاکمیت پادشاهان مسلمان در چند قرن گذشته، مرکزی برای جمع‌آوری کتاب‌های ارزشمند اسلامی و چاپ و ترجمه این کتاب‌ها به زبان‌های اردو، هندی و دیگر زبان‌های متداول هند بوده‌است. همین امر موجب شده که در حال حاضر نیز هزاران جلد از نسخ خطی به زبان‌های فارسی، عربی و اردو در کتابخانه‌های دولتی و شخصی این شهر یافت شود. در سال‌های اخیر با کمک نهادهای فرهنگی ایرانی مستقر در هند تلاش‌های مؤثری برای حفظ و مرمت این کتب صورت گرفته‌است. برخی از کتابخانه‌های مهم این شهر عبارتند از:
۱-کتابخانه کتب شرقی (اورینتال): این کتابخانه که بزرگترین مجموعه نسخ خطی شهر حیدرآباد می‌باشد در ساختمانی که در مجموعه دانشگاه عثماینه واقع شده قرار دارد و یکی از کتابخانه‌های دولتی ایالت آندراپرادش محسوب می‌شود. در این کتابخانه بیش از ۲۸ هزار جلد کتاب خطی به زبان‌های فارسی، عربی، اردو، هندی، سانسکریت و تلگو نگهداری می‌شود و کار مرمت، تهیه میکروفیلم و فهرست‌نویسی کتاب‌های این کتابخانه با مشارکت جمهوری اسلامی ایران از ابتدای سال ۱۳۸۶ آغاز گردیده‌است.
۲- کتابخانه مرکزی دولت آندراپرادش (آصفیه): ساخت بنای این کتابخانه در سال ۱۹۳۲ در دوره حکومت نظام آغاز گردید و در سال ۱۹۳۶ کار خود را آغاز نمود. در سال ۱۹۶۷ بیش از ۱۷ هزار کتاب نادر خطی این کتابخانه که متعلق به قرون پنجم و ششم هجری می‌باشد به کتابخانه کتب شرقی (اورینتال) منتقل گردید. در حال حاضر این کتابخانه دارای بیش از ۴۶۶ هزار جلد کتاب چاپی به زبان‌های هندی، انگلیسی، فارسی، تلگو، عربی، تامیلی و اردو می‌باشد که از سال ۱۹۶۰ دسترسی عموم مردم به این کتاب‌ها آزاد اعلام شد اما در عین حال اجازه خروج کتاب از کتابخانه داده نمی‌شود. کار دیجیتالی نمودن کتب کتابخانه آصفیه با همکاری کتابخانه دانشگاه کارنیج ملون آمریکا مدتی قبل آغاز گردیده و در حال حاضر نیز ادامه دارد.
۳- کتابخانه دانشگاه عثمانیه: ساختمان کتابخانه مرکزی دانشگاه عثمانیه که خود یکی از ابنیه تاریخی شهر حیدرآباد است علاوه بر دارا بودن هزاران جلد کتاب علمی، بیش از ۸ هزار کتاب خطی را نیز در خود جای داده که از این تعداد قریب به ۵ هزار جلد آن از نسخ خطی فارسی می‌باشد.
۴-کتابخانه موزه سالار جنگ: این کتابخانه نیز یکی از مجموعه‌های بی نظیر نسخ خطی و چاپی است. در کتابخانه این موزه بیش از ۵۰ هزار جلد کتاب وجود دارد که حدود ۹ هزار جلد آن کتاب‌های خطی و اغلب آن‌ها به زبان فارسی است.
۵- کتابخانه اداره ادبیات اردو: اداره ادبیات اردو در سال۱۹۳۰ با هدف ترویج زبان و ادبیات اردو و تألیف کتب مورد نیاز این زبان تأسیس گردید. در حال حاضر علاوه بر آموزش زبان اردو در کتابخانه این مرکز بیش از ۳۸۰۰ جلد کتاب خطی وجود دارد که بیش از ۱۶۰۰ جلد آن به زبان فارسی و مابقی به زبان‌های اردو، اردوی دکنی و عربی می‌باشند. در سال ۱۳۸۵ بخشی از کتب و اسناد تاریخی موجود در این کتابخانه با کمک جمهوری اسلامی ایران مرمت گردید.

## دانشگاه‌ها

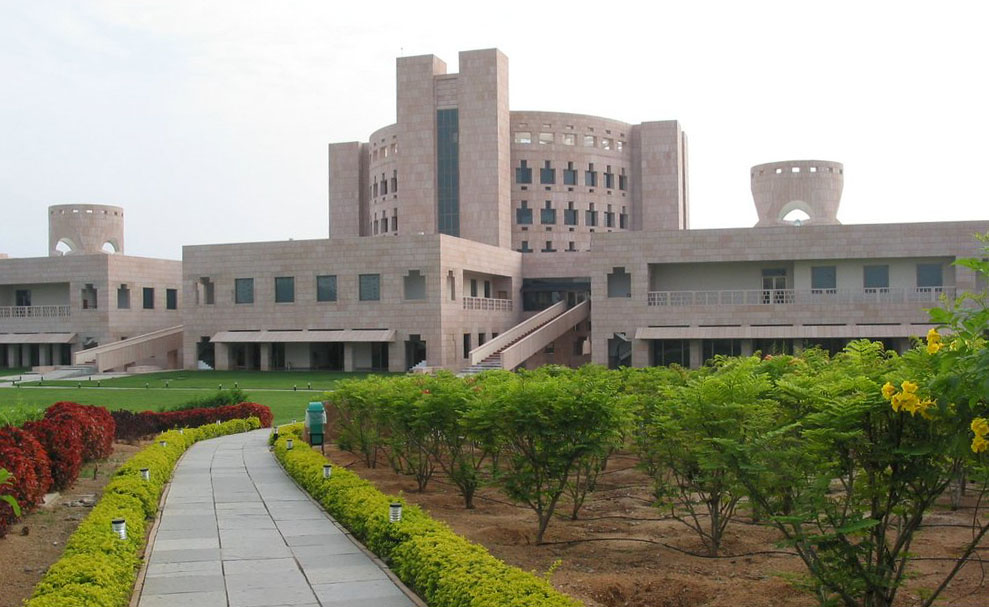
یکی از دانشگاه‌های حیدرآباد

در این شهر سه دانشگاه مرکزی، دو دانشگاه خصوصی و ۶ دانشگاه ایالتی وجود دارد ایالت آندراپرادش یکی از ایالت‌های دانشگاهی و علمی هند محسوب می‌شود. در سراسر این ایالت ۱۲ دانشگاه و بیش از ۴۲۰ دانشکده در رشته‌های مختلف فنی علوم تجربی و انسانی تا سطوح عالی تحصیلی فعالیت دارند. به دلیل وجود دانشگاه‌ها و کالج‌های متعدد و معتبر در شهر حیدرآباد در سال‌های اخیر عده‌ای از جوانان ایرانی علاقه‌مند به تحصیل این شهر را انتخاب نموده‌اند و در حال حاضر ده‌ها نفر در مقاطع تحصیلی لیسانس تا دکتری در حیدرآباد مشغول به تحصیل هستند.
دانشگاه تکنولوژی جواهر لعل نهرو این دانشگاه اولین دانشگاه تکنولوژی در کشور هندوستان هست، که در سال ۱۹۷۲ میلادی تأسیس گردید. پس از تأسیس، دو کالج مهندسی آنانتاپور و کاکینادا و هم چنین کالج مهندسی حیدرآباد که در سال‌های ۱۹۴۶ و ۱۹۶۵ تأسیس شده بودند نیز به این دانشگاه اضافه گشتند. تمامی رشته‌های تکنولوژی در اون تدریس میشند و به همین دلیل اسم اون رو گذاشتند «دانشگاه تکنولوژی جواهر لعل نهرو». این دانشگاه دارای امتیاز A هست. دانشگاه جواهر لعل نهرو در قسمت شمال غربی شهر حیدرآباد می‌باشد.
دانشگاه عثمانیه حیدرآباد که از قدیمی‌ترین دانشگاه‌های جهان محسوب می‌شود. این دانشگاه در سال ۱۹۱۸ (۱۲۹۷ شمسی) توسط میر عثمان علی خان، آخرین حاکم سلسله آصف جاهی تأسیس شده و در حال حاضر ظرفیت پذیرش ۱۵۰ هزار دانشجو را دارا می‌باشد. این دانشگاه در تمام رشته‌های تحصیلی در گروه‌های ریاضی، تجربی، انسانی و هنر برای مقاطع لیسانس تا دکتری دانشجو می‌پذیرد.
دانشگاه حیدرآباد که در سال ۱۳۵۴ شمسی تأسیس شد و تنها در مقاطع کارشناسی ارشد و دکتری دانشجو می‌پذیرد. دانشگاه حیدرآباد با داشتن ۲۸ گروه آموزشی در چهار گروه تحصیلی از دانشگاه‌های معتبر جهان به‌شمار می‌رود.
انستیتوی بین‌المللی فناوری اطلاعات (IIITH) یک دانشگاه خودمختار است که در سال ۱۹۹۸ به عنوان یک مشارکت خصوصی غیرانتفاعی عمومی (N-PPP) تأسیس شد و تحت این مدل اولین IIT در هند است. این مؤسسه غیرانتفاعی در زمینه‌های رباتیک، کامپیوتر و علوم مربوط به آن، پیشرو است.
علاوه بر دانشگاه‌های فوق مفخم جاه کالج، دانشکده پزشکی و مهندسی نظام کالج و دانشگاه زبان‌های خارجی (CIFL) نیز مورد تأیید وزارت علوم، تحقیقات و فناوری کشورمان هستند

## مراکز دیدنی
- چهار منار (Charminar)

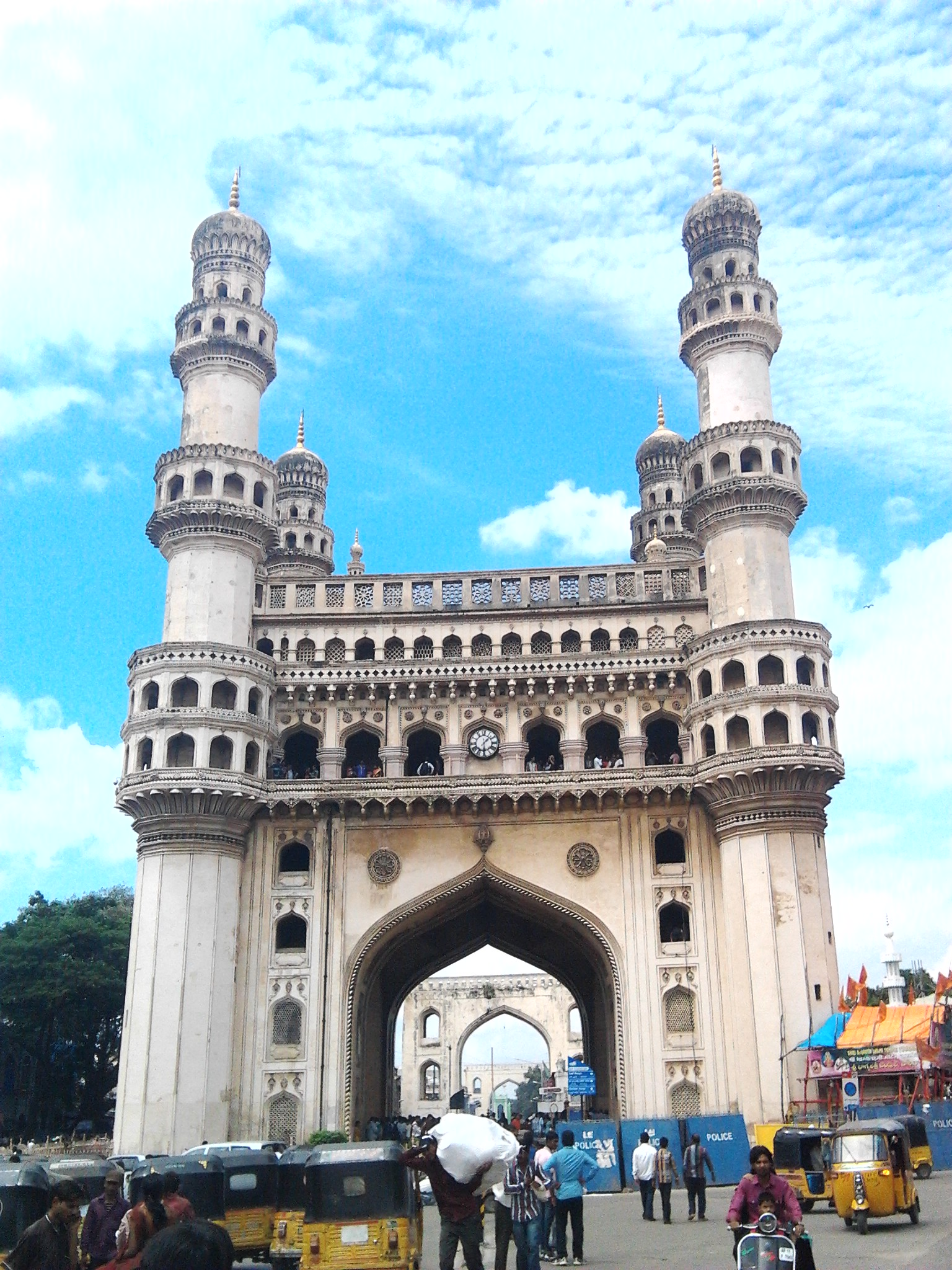
چارمنار (چهار منار)

یا چار منار عمارتی مربع شکل با ارتفاع ۲۶ و عرض ۲۰ متر قدیمی‌ترین بنای تاریخی شهر حیدرآباد است که در سال ۱۰۰۶ قمری (۱۵۹۱ میلادی) به دستور محمد قلی قطب شاه بنا گردیده‌است. این بنای عظیم تاریخی دارای چهار مناره و چهار دروازه بزرگ می‌باشد و هر یک از دروازه‌ها به یک خیابان منتهی می‌شود و ساختار اولیه شهر حیدرآباد بر اساس بنای چهار منار نهاده شده‌است. این اثر تاریخی که به عنوان سمبل شهر حیدرآباد شناخته می‌شود آمیزه‌ای از فرهنگ اسلامی ایرانی‌است که سبک معماری آن مانند معماری شهر اصفهان می‌باشد و در قسمت داخلی آن بین هر یک از ستون‌ها نام  رسول و علی بن ابیطالب در کنار هم نوشته شده‌است. این بنای دو طبقه در زمان «قطب شاهیان» به‌عنوان مدرسه علوم دینی استفاده می‌شده‌است.

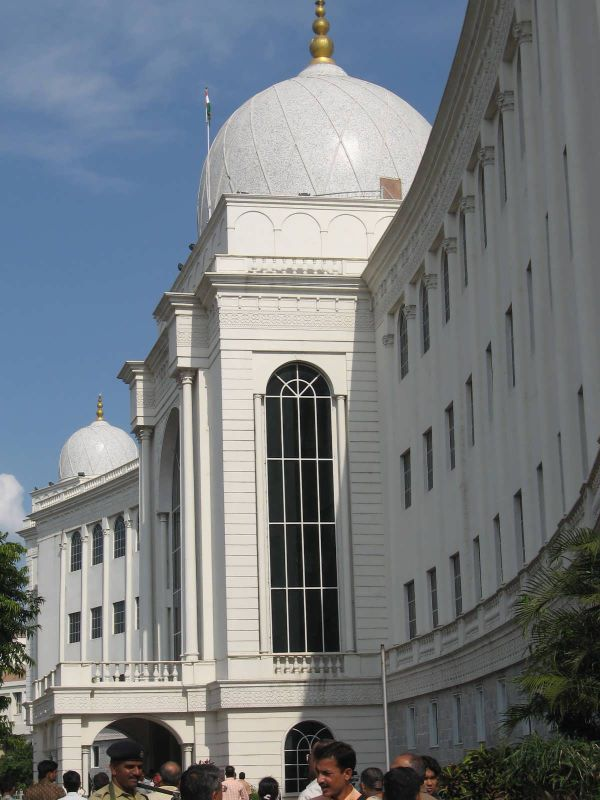
موزه سالار جنگ

- موزه سالار جنگ سومین موزه بزرگ هند است که در آن اشیاء قدیمی از سراسر جهان گردآورده شده که نمادی از تمدن‌های گوناگون در جهان است. نواب میر یوسف علی خان مشهور به سالار جنگ (۱۸۸۹–۱۹۴۹م) که در گذشته‌ها در سمت وزیر بزرگ در حیدرآباد کار می‌کرد طی ۳۵ سال بخش عمدهٔ دارایی خود را برای گردآوری این اشیای قدیمی صرف کرد. در این موزه اوراق دستنوشته بهزبان فارسی دری وجود دارد. زبان فارسی در سده‌های گذشته در هند کاربرد داشته و شاهان گورکانی و قطب شاهیان به ترویج آن می‌پرداختند.[۲]

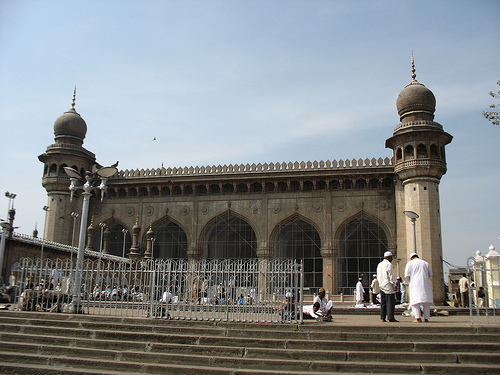
مسجد مکه یا «مکه مسجد» در حیدرآباد بزرگترین مسجد جنوب هند

- مسجد مکه یا «مکه مسجد» یکی از معروف‌ترین مساجد و بزرگ‌ترین مسجد جنوب هند است که در سمت جنوب غربی چار منار واقع شده‌است. بنای این مسجد در سال ۱۰۲۷ه‍.ق/۱۶۱۷م به دستور سلطان محمد قطب شاه آغاز و در زمان ابوالحسن قطب شاه پایان یافت. صحن این مسجد حدود ۷۵۰۰ متر مربع است و در ابتدای در ورودی آن حوض بزرگی قرار دارد. نمای بیرونی مسجد از ۵ قوس محرابی‌شکل و نمای داخلی آن ۱۵ قوس محرابی دارد. دو مناره بلند در دو گوشه جلوی بنا و یک ساعت آفتابی از دیگر مشخصه‌های این مسجد است. سلطان محمد این مسجد را «بیت العتیق» نام نهاد و هنگامی که حیدرآباد به دست اورنگ زیب پادشاه گورکانی سقوط کرد، وی نام آن را به «مکه مسجد» تغییر داد. علت این تغییر نام آن است که در هنگام ساخت مسجد مقداری از خاک مکه در بنای آن به‌کار برده شده‌است. معروف است برای قرار دادن سنگ‌بنای این مسجد سلطان محمد دستور داد هر کسی که از نوجوانی نماز یومیه‌اش قضا نشده‌است حاضر شود. تنها دو نفر حاضر شدند و قسم شرعی یاد کردند که هیچ‌یک از نمازهای آن‌ها قضا نشده‌است. سپس خود سلطان محمد قسم یاد کرد که نه تنها از سن ۱۲ سالگی نماز واجبش قضا نشده بلکه نمازهای تهجد وی نیز ترک نگردیده‌است؛ لذا او به اتفاق دو نفر دیگر سنگ‌بنای مسجد را نهاده و کار ساختمان آن آغاز گردید.[۶]

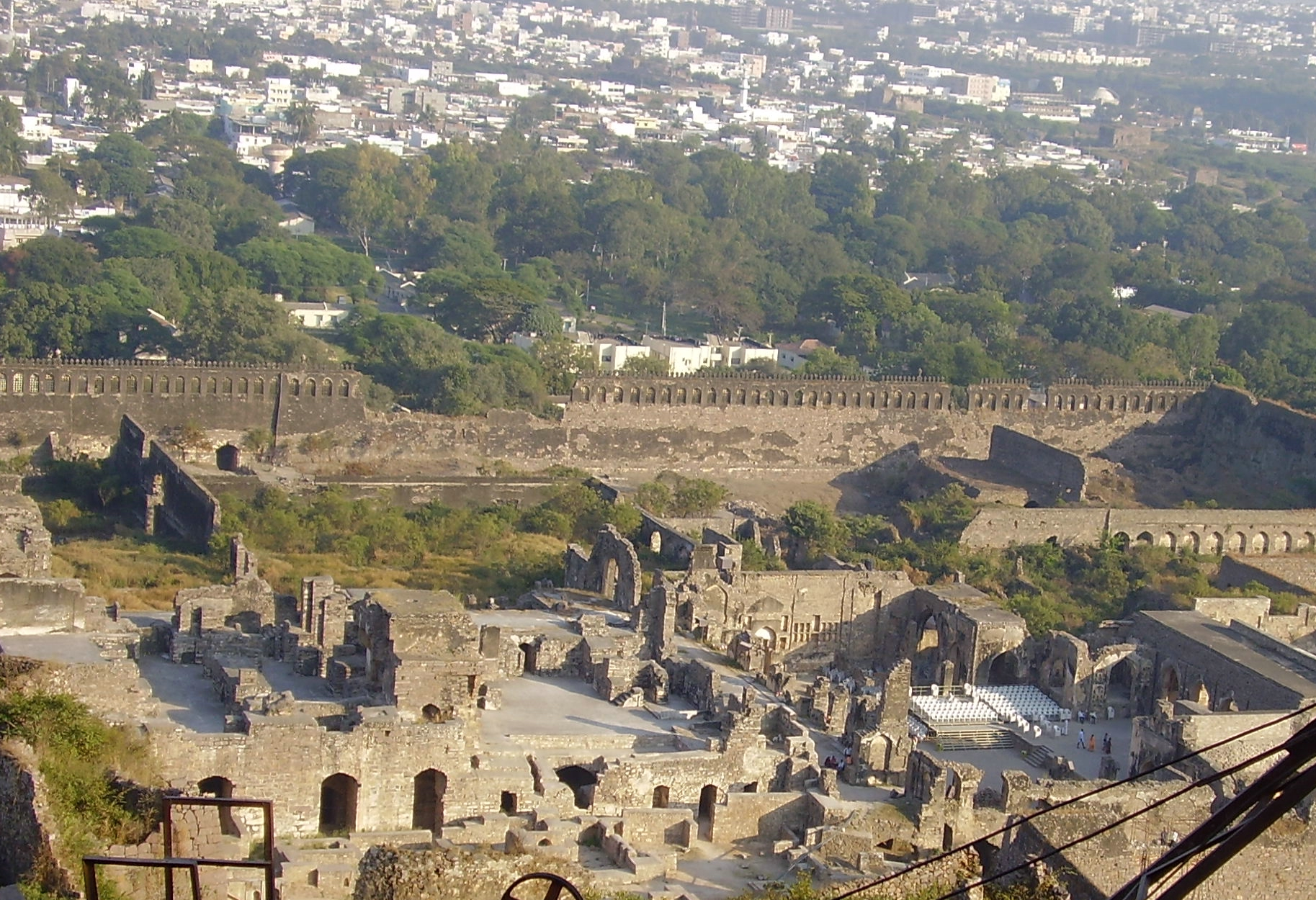
قلعه گلکنده در شهر حیدرآبادهند

- قلعه گلکنده که در زمان سلسله کاکاتیا در سال ۵۳۸ ه‍.ق تأسیس و در زمان قطب شاهیان به عنوان پایتخت برگزیده شد دارای بناها، برج‌ها و استحکامات زیبا و هشت دروازه می‌باشد. بقایای این قلعه هنوز هم بر فراز تپه‌ای واقع در منطقه گلکنده در جنوب غربی حیدرآباد، مهم‌ترین مرکز توریستی شهر به‌شمار می‌رود. قلعه گلکنده با اصول مهندسی برگرفته از سبک معماری ایرانی - هندی احداث گردیده و دارای جایگاه‌های حفاظتی و دیده‌بانی در بالای دیوارهٔ بلند این قلعه می‌باشد. قلعه گلکنده دارای چند دروازه اصلی و راه‌های ورودی و خروجی مخفی متعددی است که هر چند تخریب گردیده ولی هنوز جذابیت‌های خود را برای گردشگران از دست نداده‌است.[۳]

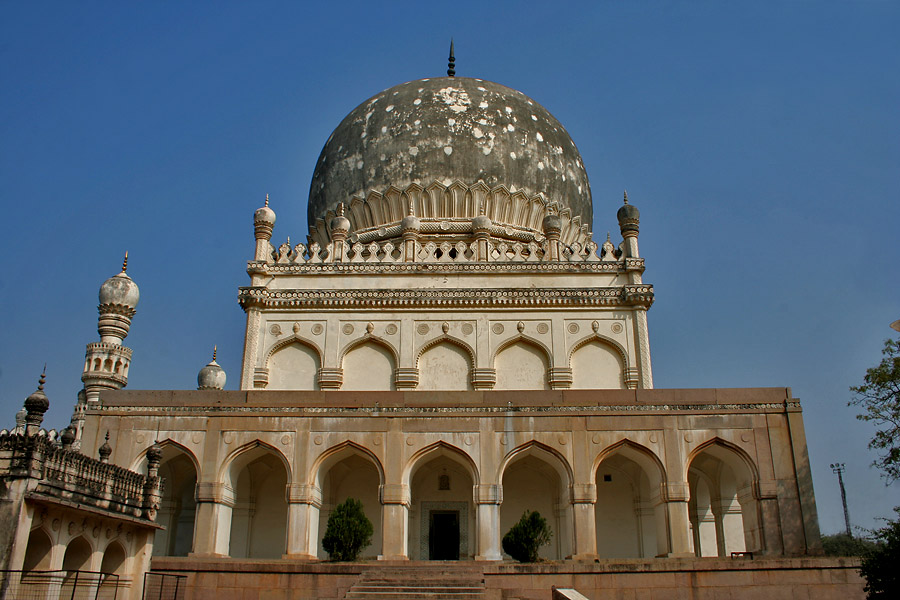
نمایی از هفت گنبدان قطب شاهی

- هفت گنبدان قطب شاهی (Qutb Shahi Tombs) مجموعه‌ای است از ۹۲ بنای تاریخی شامل مساجد، مقابر، حمام و دیگر ابنیه تاریخی که آرامگاه برخی پادشاهان سلسله قطب شاهی در آن قرار دارد. ازجمله آرامگاه محمد قلی قطب شاه، سلطان قلی، جمشید قلی، ابراهیم قلی و عبداله قطب شاه در این مجموعه واقع است. این مجموعه که در نزدیکی قلعه گلکنده قرار دارد به اعتقاد باستانشناسان یکی از مجموعه‌های بی‌نظیر تاریخی است که در صورت مرمت و بازسازی می‌تواند با بناهای تاریخی مهم هند و جهان در جذب گردشگران رقابت کند اما متأسفانه طی سال‌های متمادی مورد بی‌توجهی قرار گرفته و در حال حاضر از وضعیت مناسبی برخوردار نیست.[۳]
- پادشاهی عاشورخانه (Badshahi Ashurkhana) یا عاشوراخانه پادشاهی یکی از مهم‌ترین عاشورخانه‌های پرشمار حیدرآباد است. در شهر حیدرآباد ۱۱ هزار عاشورخانه وجود دارد که ۵ هزار از آن‌ها در اختیار شیعیان و ۶ هزار آن در اختیار اهل سنت است و در حال حاضر تحت نظارت سازمان اوقاف ایالت آندرا پرادش می‌باشد. تأسیس این عاشورخانه‌ها به زمان سلطان ابراهیم قطب شاه یعنی سال ۱۵۷۸ م برمی‌گردد که سنت برگزاری مراسم اربعین علی و عزاداری شیعیان در حیدرآباد مرسوم شد. در این زمان عاشورخانه‌های متعددی تأسیس شد تا در آن‌ها مردم در ایام محرم به عزاداری بپردازند. یکی از عاشورخانه‌های مهم که در بخش قدیم شهر حیدرآباد واقع شده عاشورخانه پادشاهی است.[۳]

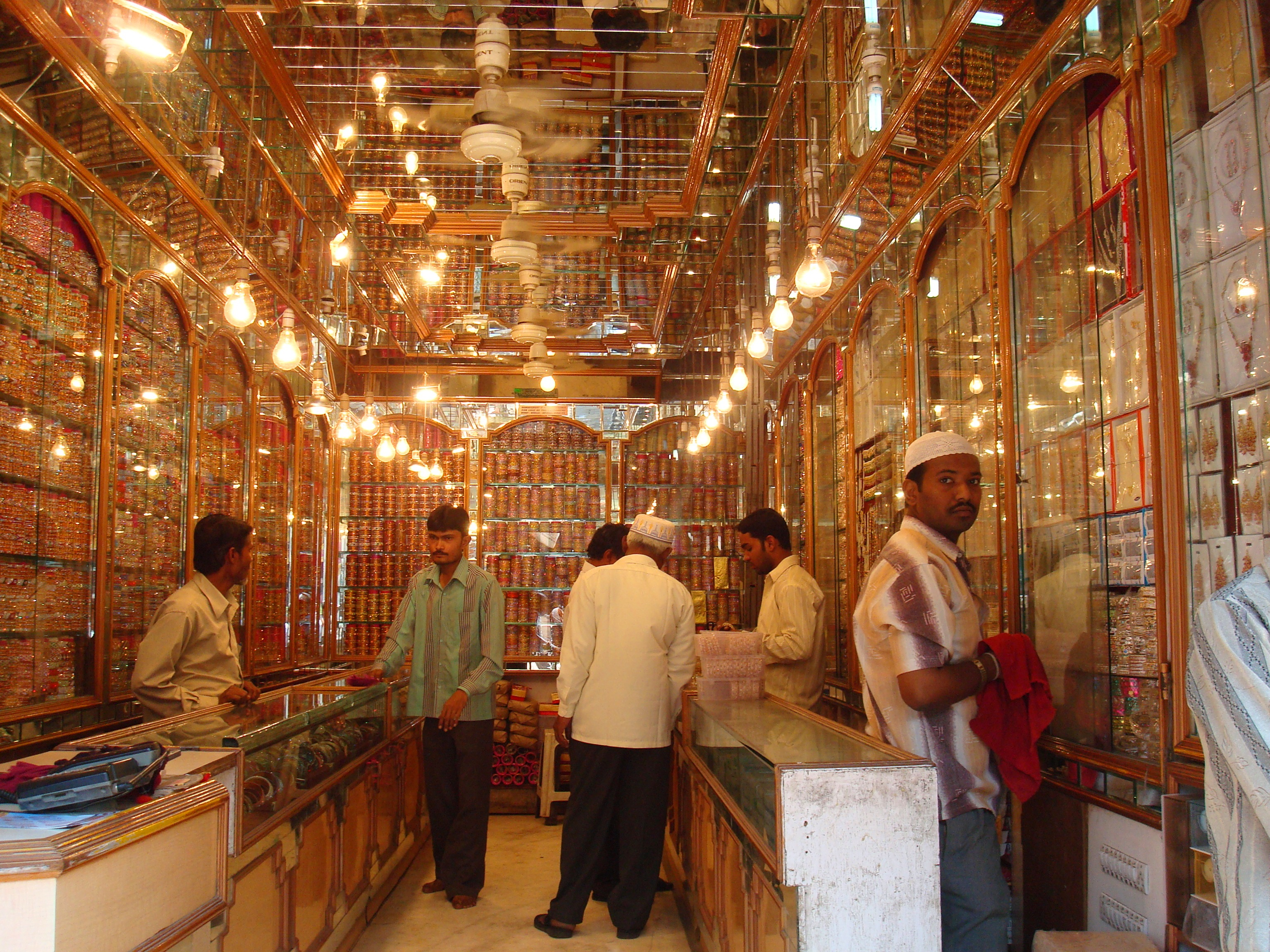
مغازه‌ای در لادبازار

- لاد بازار (Lad Bazar) بازاری است که به‌داشتن جواهرات زیبا و النگوهای رنگین هندی مشهور است.[۲]

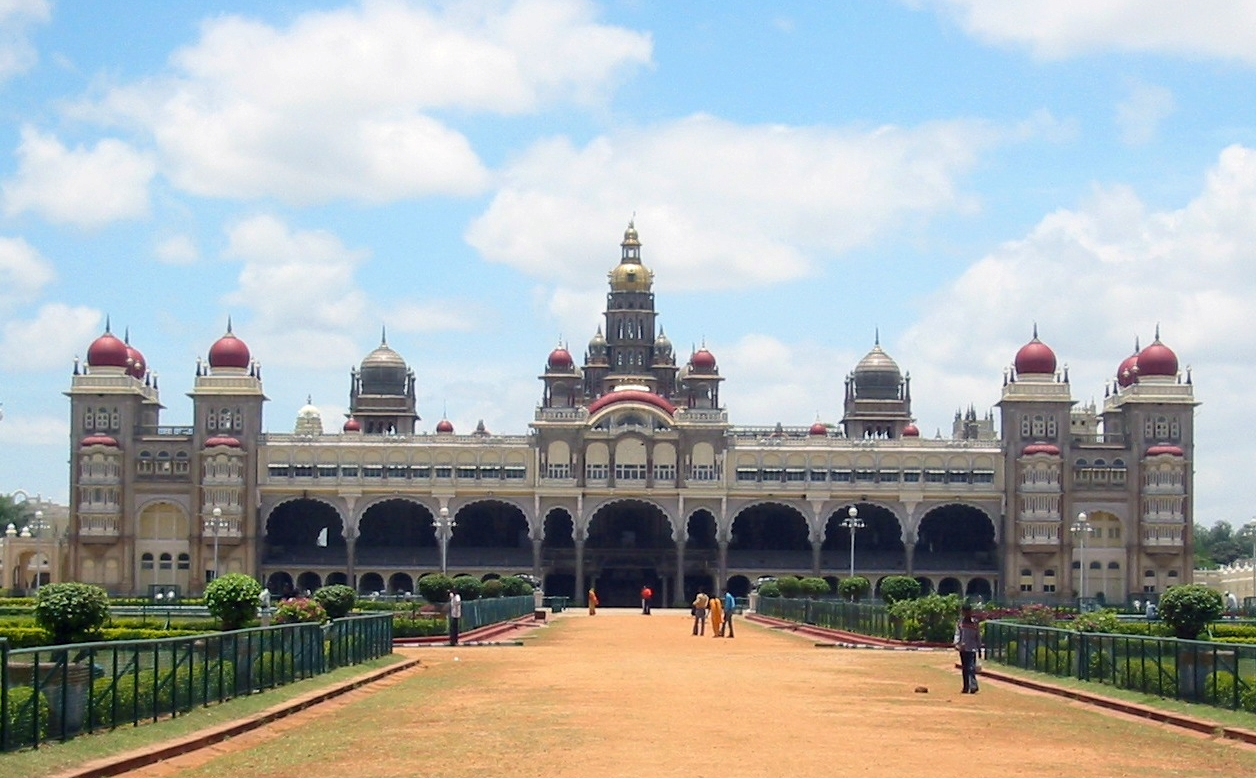
قصر چهار محله در شهر حیدرآباد هند

- قصر چهار محله (Chowmahalla Palace) قصر چهار محله که در گویش اردو به آن «چو محله» می‌گویند مجموعه‌ای از چهار قصر در کنار یکدیگر می‌باشد که در زمان میرعثمان علی خان بنا گردید. این مجموعه تاریخی یکی از زیباترین بناهای شهر حیدرآباد است که در آن موزه‌ای از عکس‌ها و لباس‌های متعلق به‌خانواده‌های پادشاهی قرار دارد.[۳]

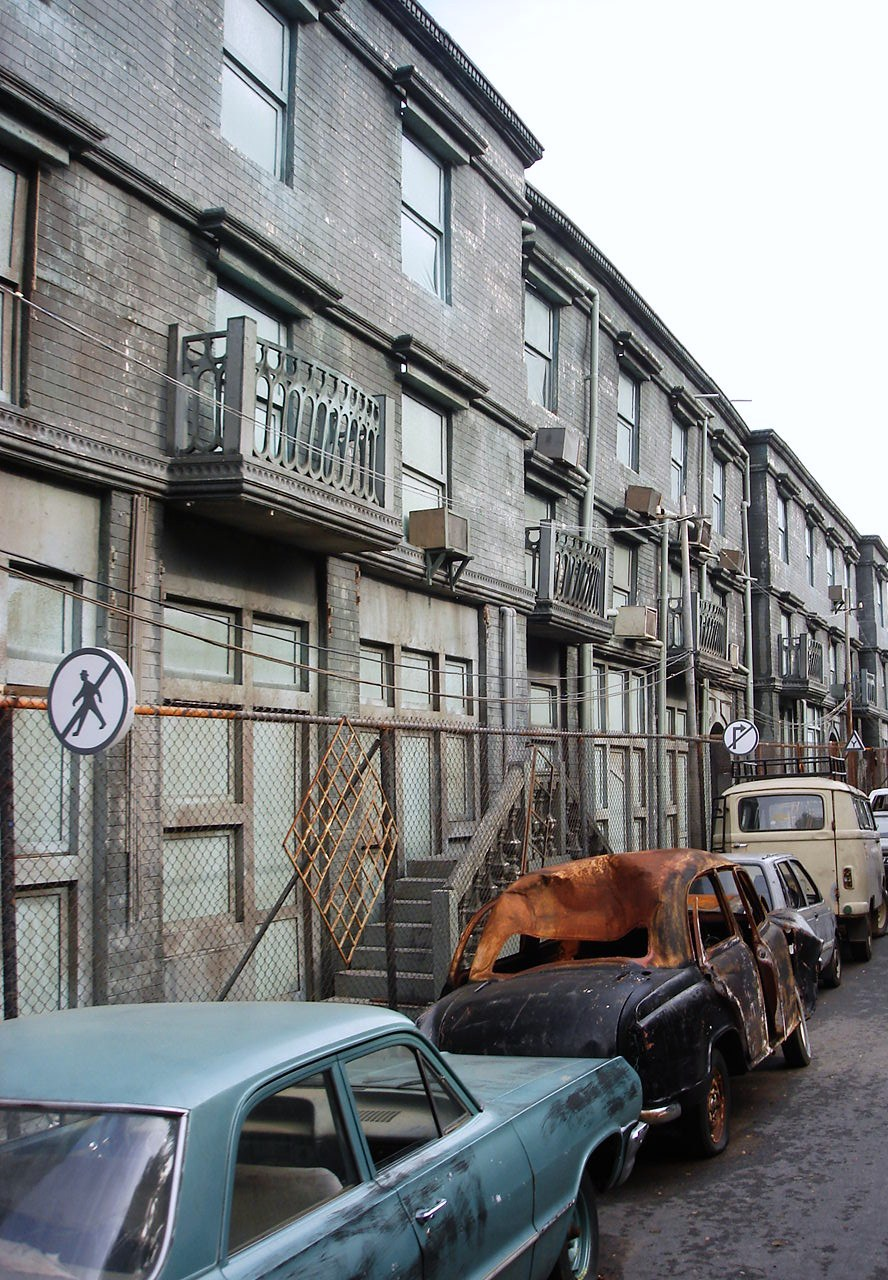
نمایی از یک شهر غربی در شهرک سینمایی راموجی فیلم

- راموجی فیلم سیتی (Ramoji Film City - RFC) یکی از مراکز بزرگ سینمایی است که در فاصله چند کیلومتری جنوب شرقی شهر حیدرآباد قرار دارد. با توجه به اشتیاق بیش از حد مردم هند به صنعت سینما مراکز مختلفی در هند برای تولید محصولات سینمایی به وجود آمده‌است. این مجموعه بزرگ سینمایی در سال ۱۹۹۵ توسط راموجی رائو سردبیر روزنامه اینالو در زمینی به وسعت ۲۰۰ هکتار تأسیس گردید. این شهرک علاوه بر ساخت فیلم‌های مختلف سینمایی و تلویزیونی مرکزی برای ارسال امواج ۱۲ کانال تلویزیونی به زبان‌های اردو، تلگو و هندی است که تمام آن‌ها نیز توسط آقای راموجی مدیریت می‌شود. علاوه بر آن شهرک راموجی باداشتن باغ‌ها و بخش‌های مختلف تفریحی و ماکت‌های دیدنی، به‌عنوان یکی از مراکز عمده تفریحی مردم شهر حیدرآباد در تمام طول سال مطرح است.[۳]

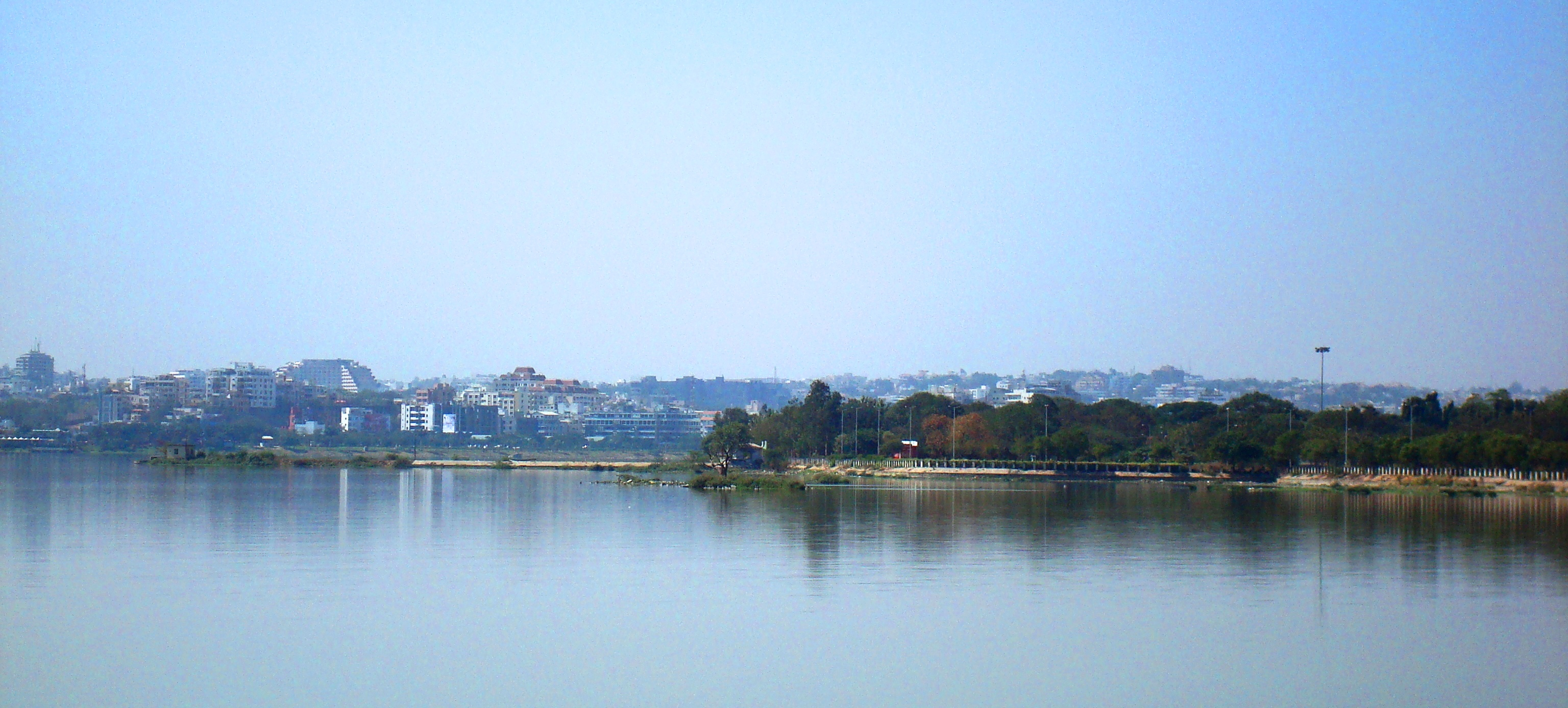
دریاچه حسین سگر

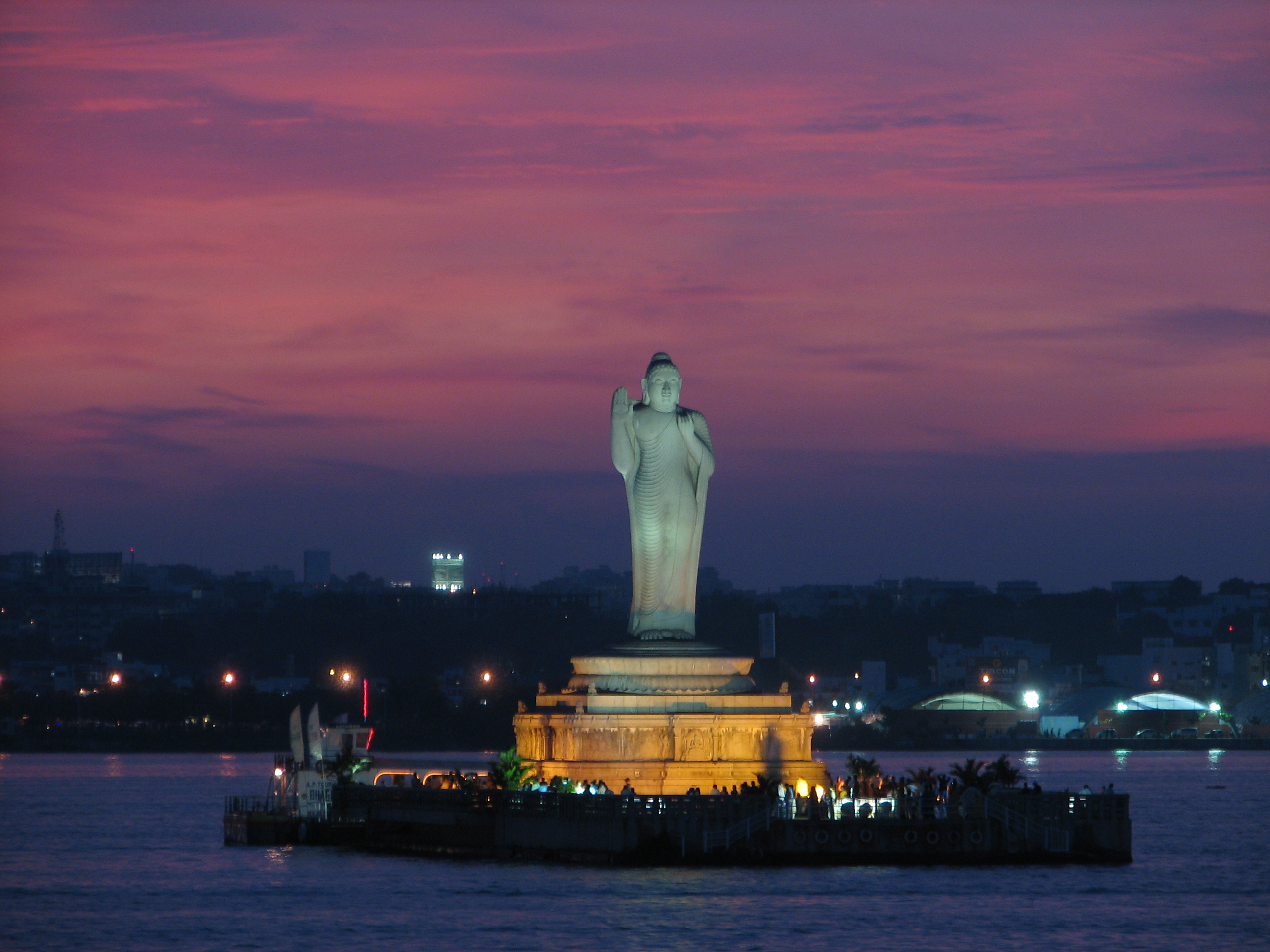
مجسمه بودای حیدرآباد در میان دریاچه حسین سگر

- دریاچه حسین سگر (Hussain Sagar) یا سد حسین سگر (حسین ساغر) دریاچه و سدی است که در حال حاضر در میان شهر حیدرآباد قرار گرفته در زمان محمد قلی قطب شاه توسط حسین شاه ولی از عالمان دربار قطب شاهیان با هدف جمع‌آوری و استفاده از آب‌های منطقه کوهستانی شمال غرب حیدرآباد (منطقه بانجاراهیلز و جوبلی هیلز) طراحی گردید. در حال حاضر این دریاچه تنها به عنوان محلی برای تفریح مردم شهر مورد استفاده قرار می‌گیرد و آب آن به هیچ وجه قابل شرب نیست. در مراسم گانپاتی فستیوال گانش از اعیاد هندوها که در اوایل شهریور ماه هر سال برگزار می‌شود، هزاران مجسمه گچی، سیمانی و گلی کوچک و بزرگ در این دریاچه ریخته می‌شود که این امر موجب آلودگی بیشتر آب آن می‌شود. لازم است ذکر شود در سال ۱۹۹۲ مجسمه بزرگ سنگی بودا در وسط این دریاچه نصب گردید و در اطراف آن مجموعه‌ای تفریحی برای مراجعین در نظر گرفته شده‌است.[۳]
- مجسمه بودای حیدرآباد (Statue of Buddha) که در میان دریاچه یا در حقیقت سد حسین سگر سر بلند کرده و با تواضع و فروتنی به آدمیان می‌نگرد. بوداییان در هند کم نیستند. این مجسمه در ۱۹۸۸ به کوشش یکی از سیاست‌مداران هندو مذهب حیدرآباد در چاپان ساخته شد و به حیدرآباد آورده شد تا در میان سد حسین سگر که به صورت غیرطبیعی در وسط شهر خوابیده‌است، نصب گردد؛ اما مجسمه در جریان نصب میان آب افتاد و تا دو سال در آنجا خوابید، تا این که با کوشش زیاد در سال ۱۹۹۲ دوباره از آب کشیده شد. مجسمه هیچ درزی برنداشته و دوباره نصب و رنگ‌آمیزی گردید.[۲][۷]

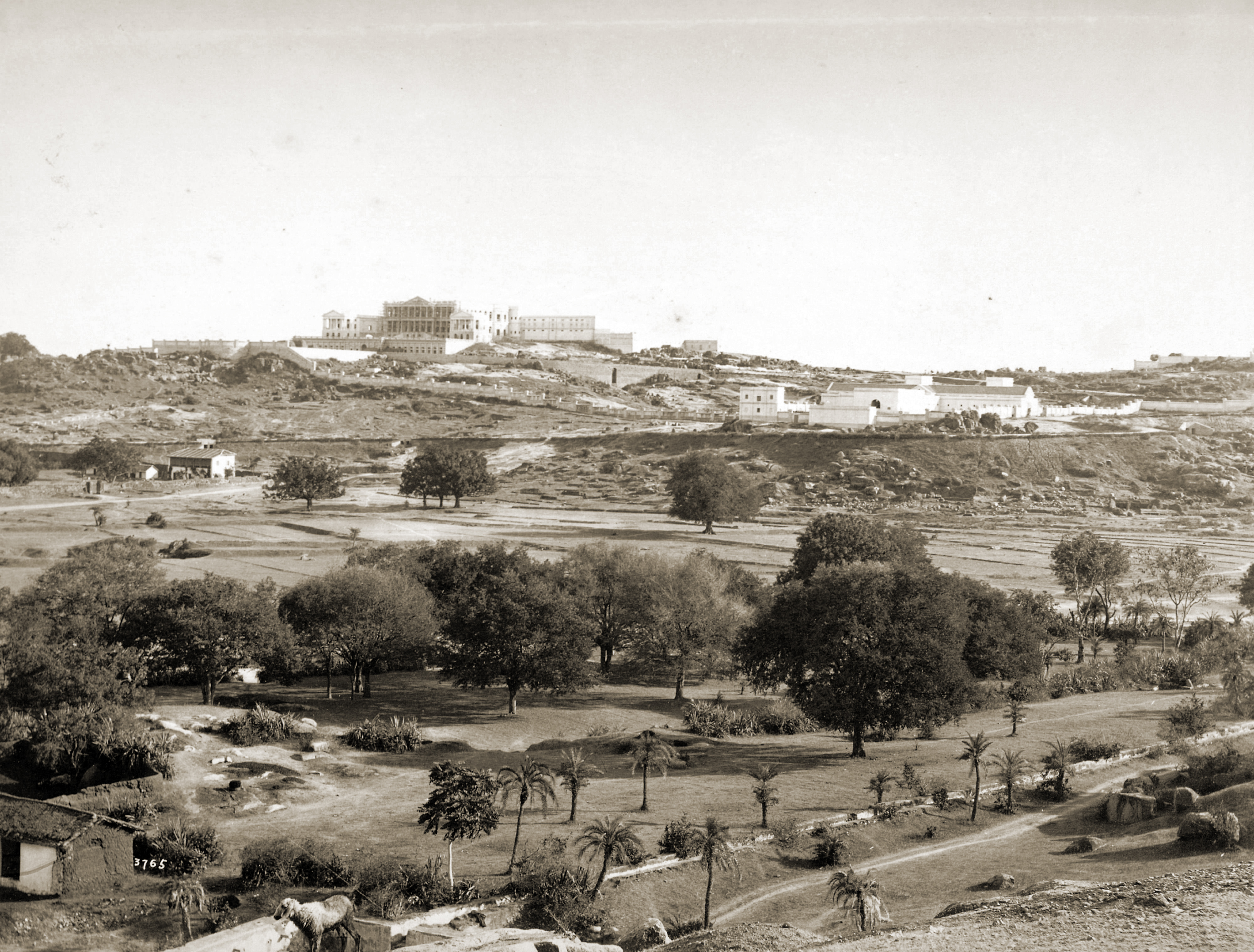
قصر فلک نما در منطقه قدیمی شهر حیدرآباد مربوط به دهه ۱۸۸۰

- قصر فلک نما (Falaknuma Palace) کاخی است قدیمی که در منطقه شهر قدیم در جنوب چار منار در بالای تپه‌ای بلند قرار دارد این قصر در سال ۱۸۵۰م توسط اقبال‌الدوله نخست‌وزیر میر محبوب علی شاه نظام ششم سلطنت آصف جاهی جهت اقامت شخصی وی بنا گردید اما در روز افتتاح این قصر، بنای مذکور نظر شاه را جلب نموده و وی دستور خریداری آن را صادر می‌نماید. این قصر دارای ۳۰۰ اتاق بزرگ و سالن‌های مختلف است.[۳]

## نگارخانه

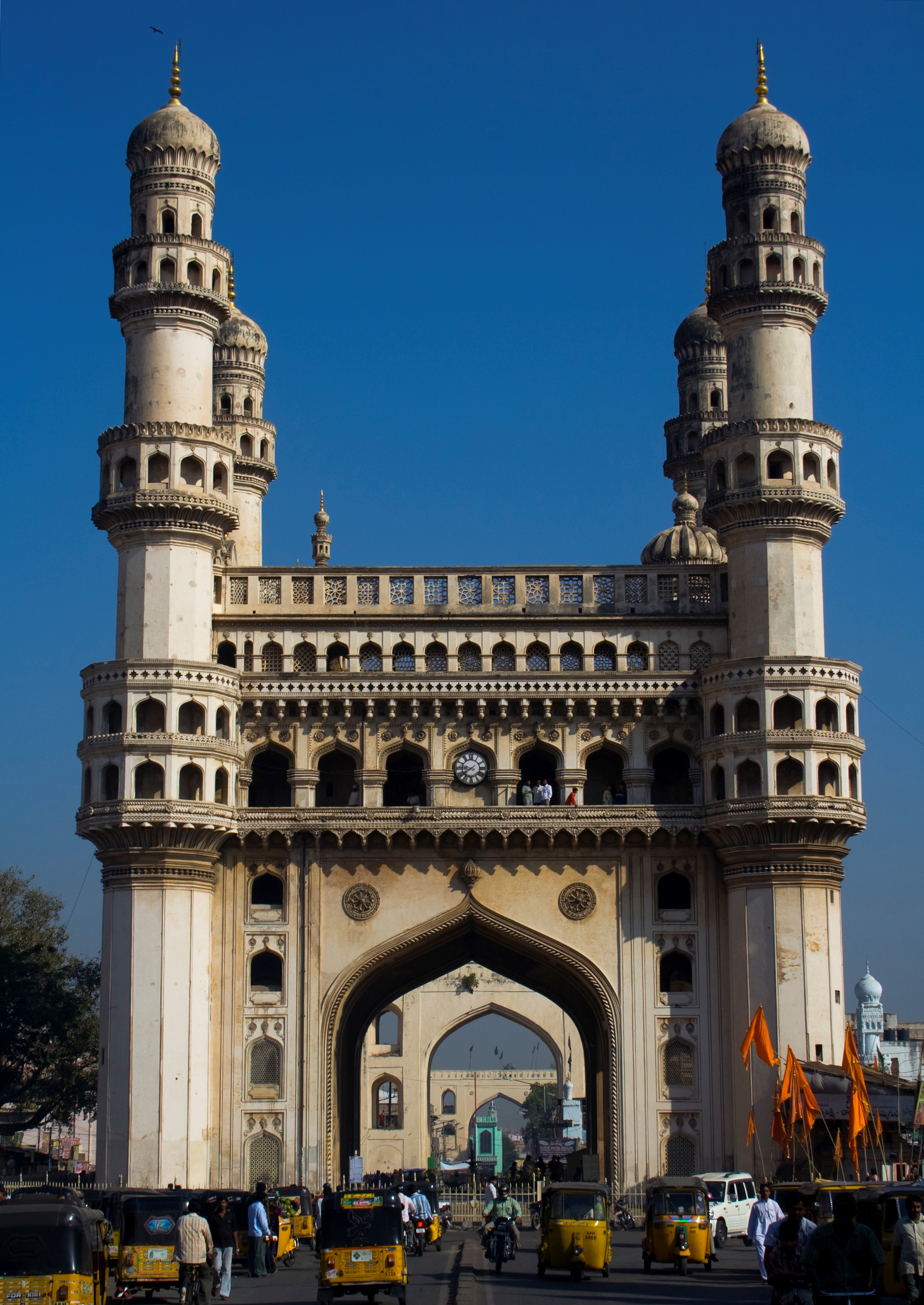
عمارت چار منار یا چهار منار
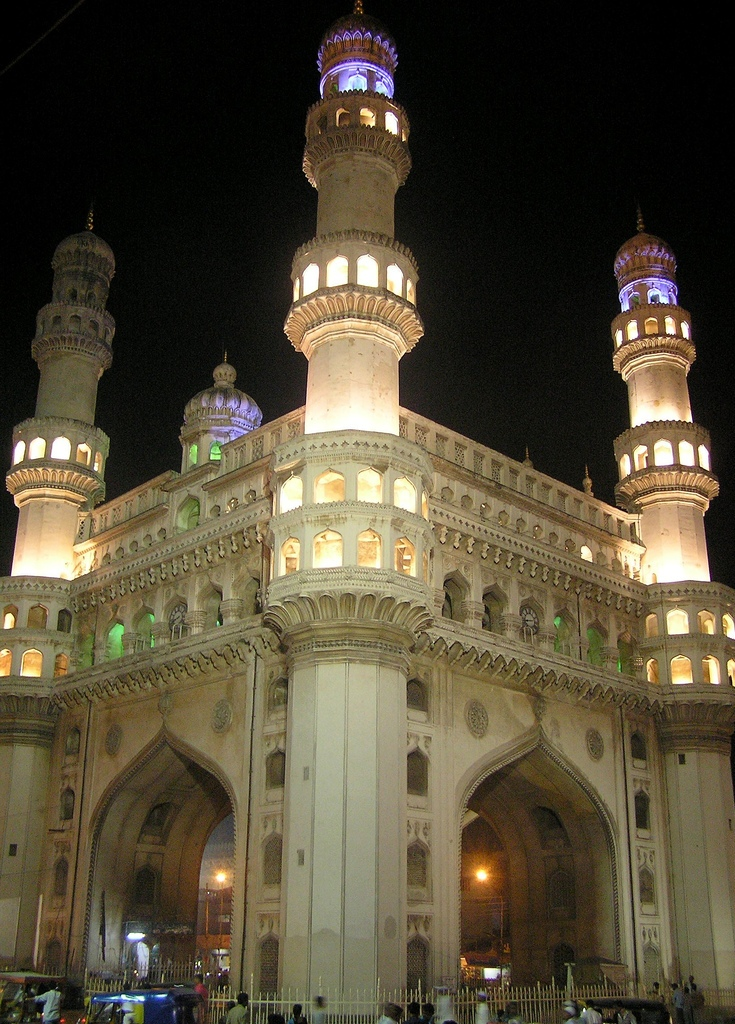
بنای چارمنار نماد حیدرآباد
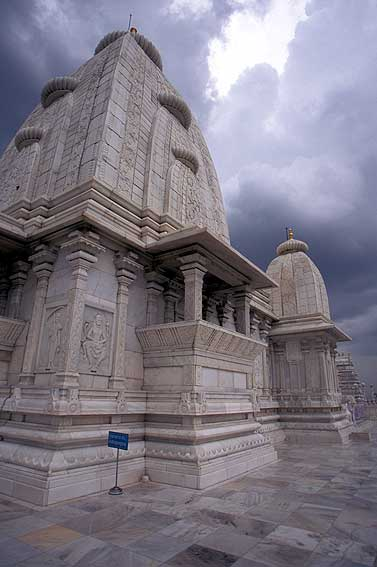
معبد بیرلا در حیدرآباد
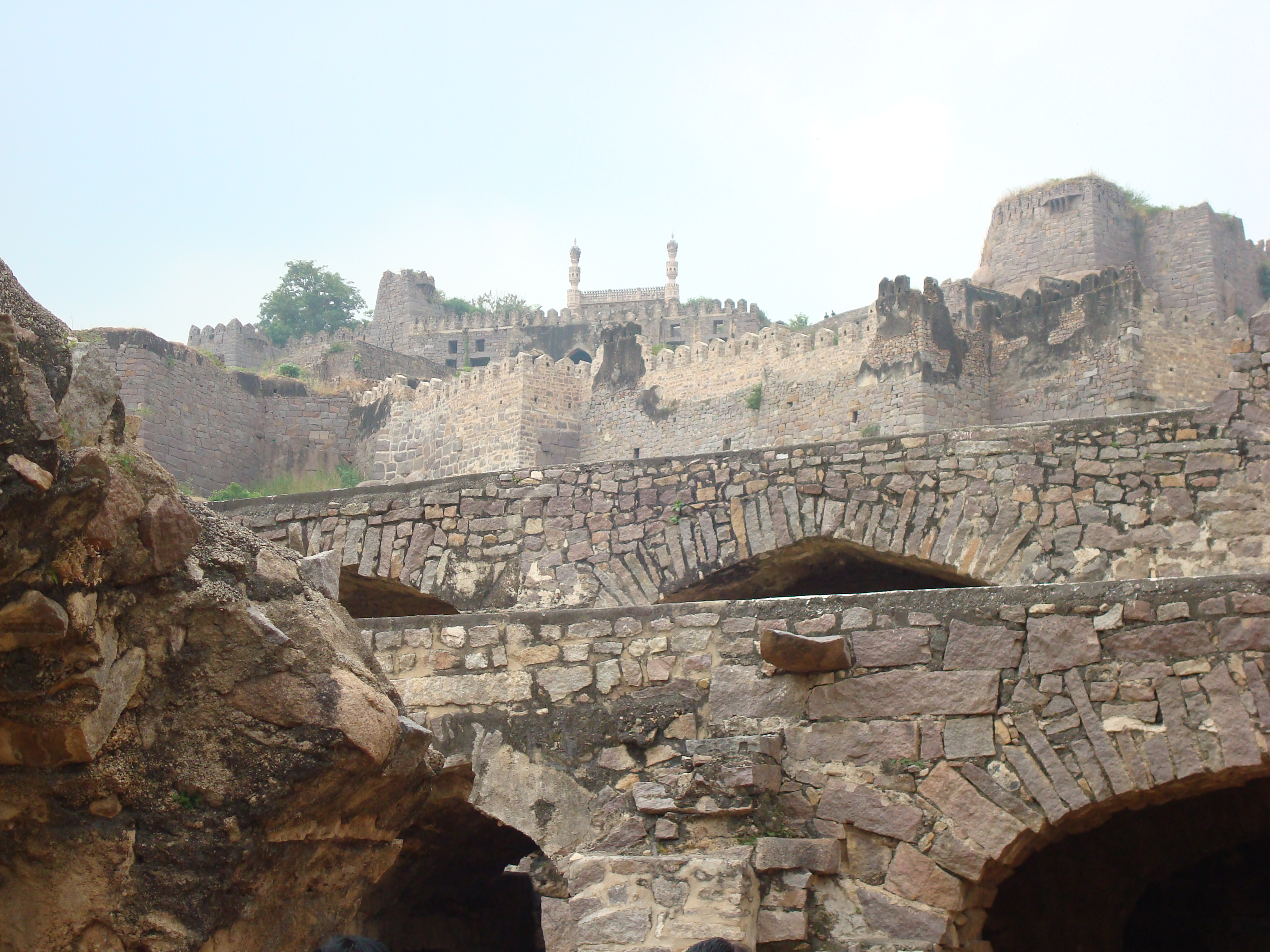
قلعه گلکنده
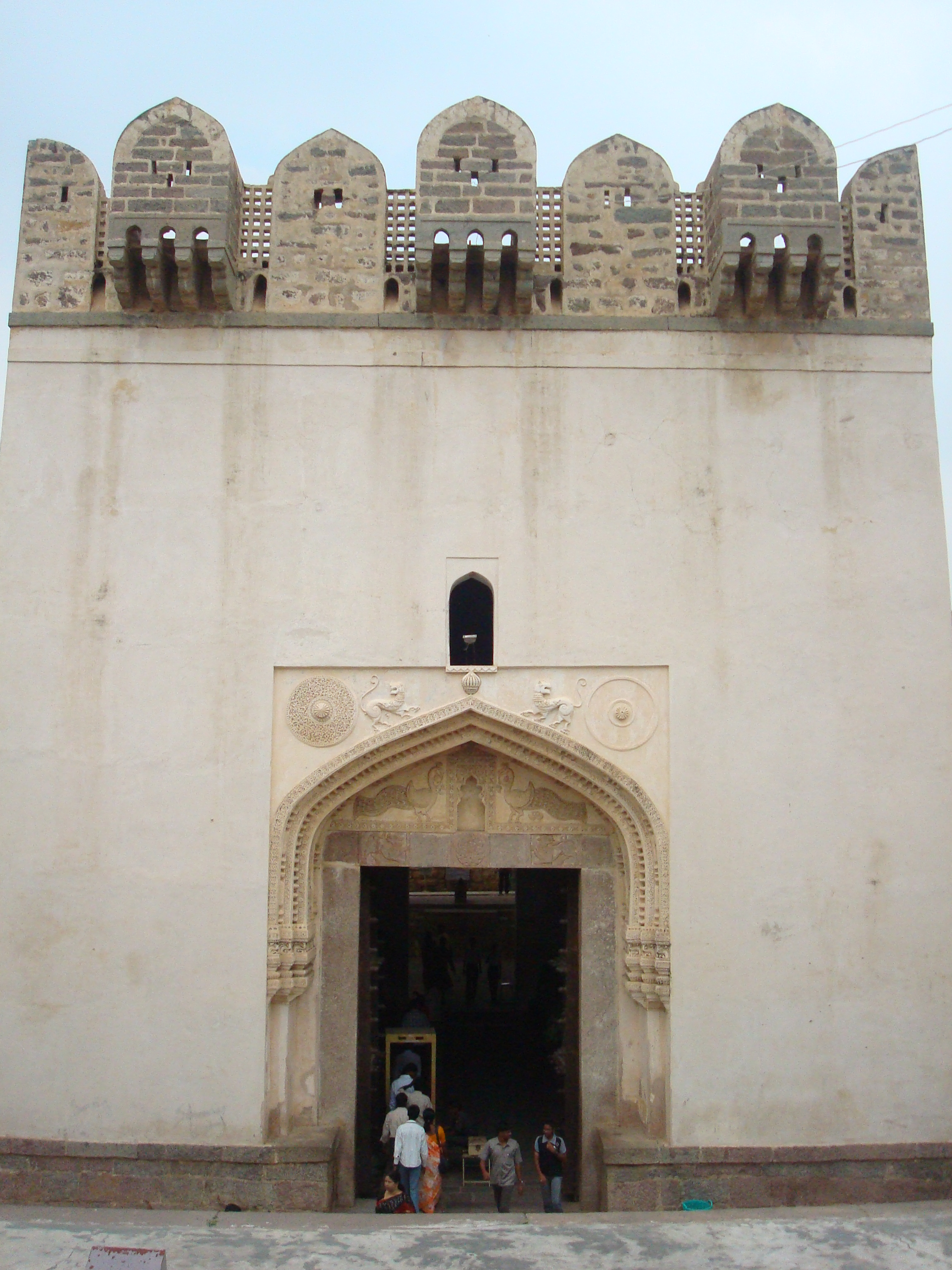
یکی از دروازه‌های قلعه گلکنده
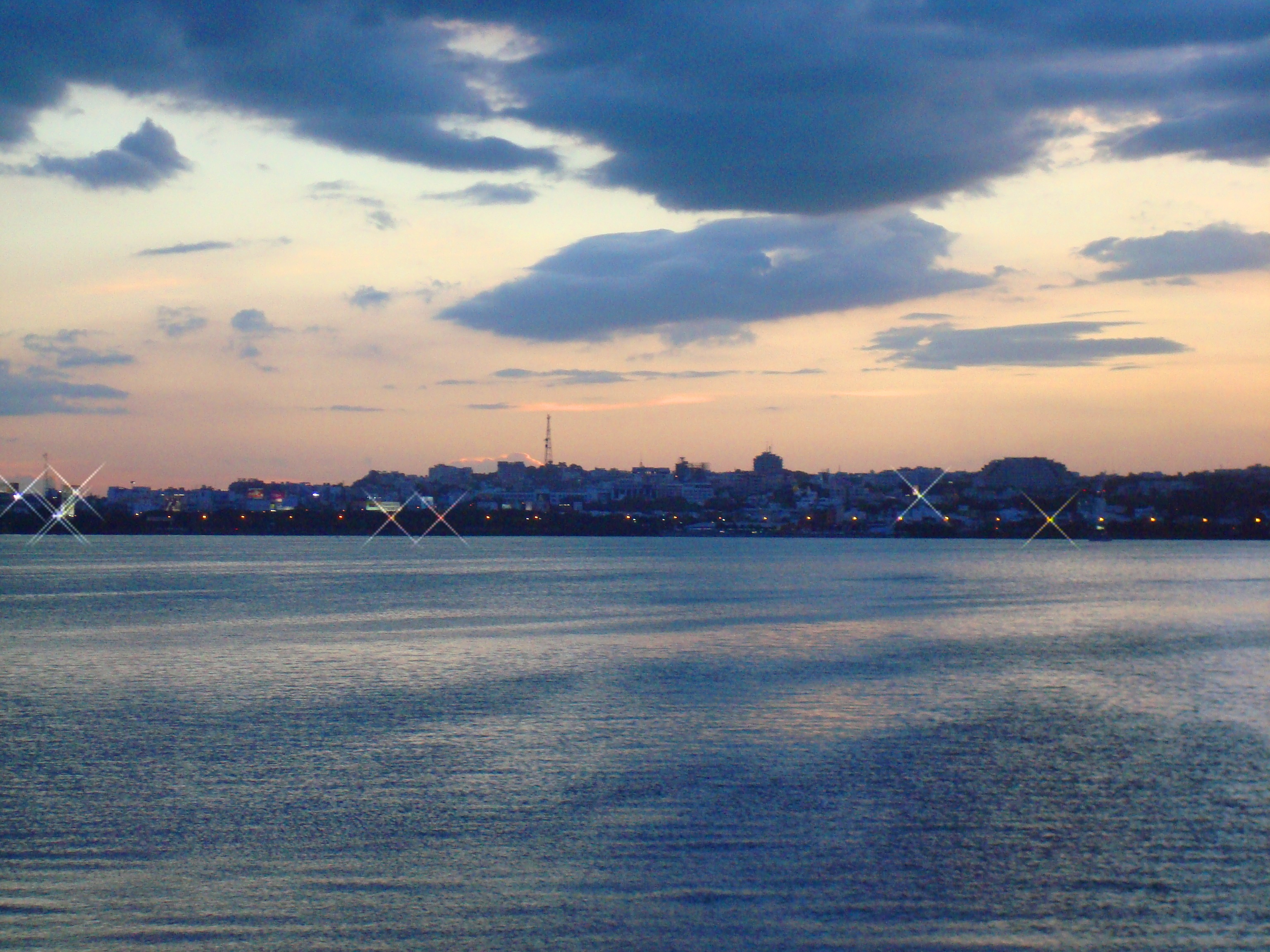
دریاچه حسین سگر در بعد از ظهر
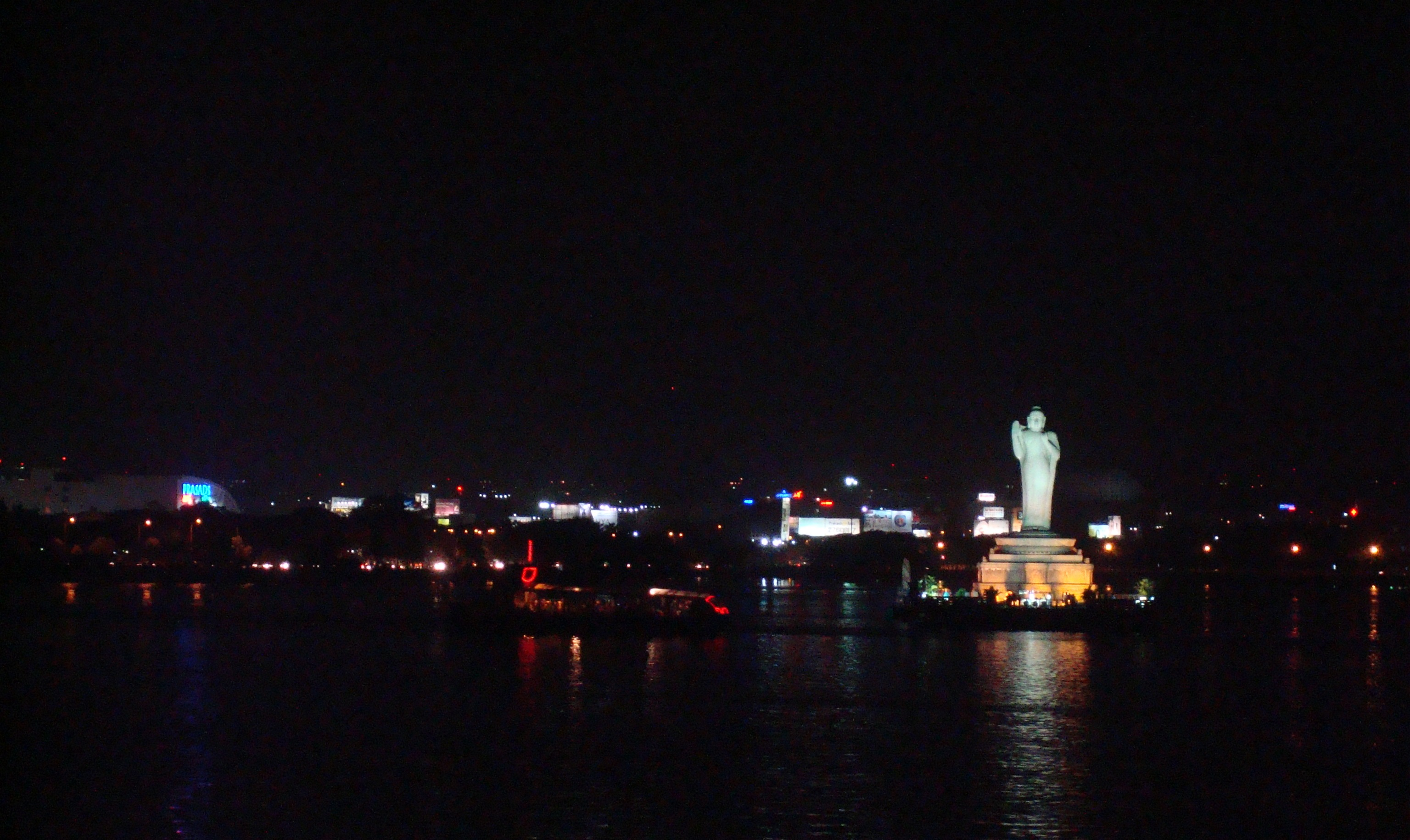
دریاچه حسین سگر در شب
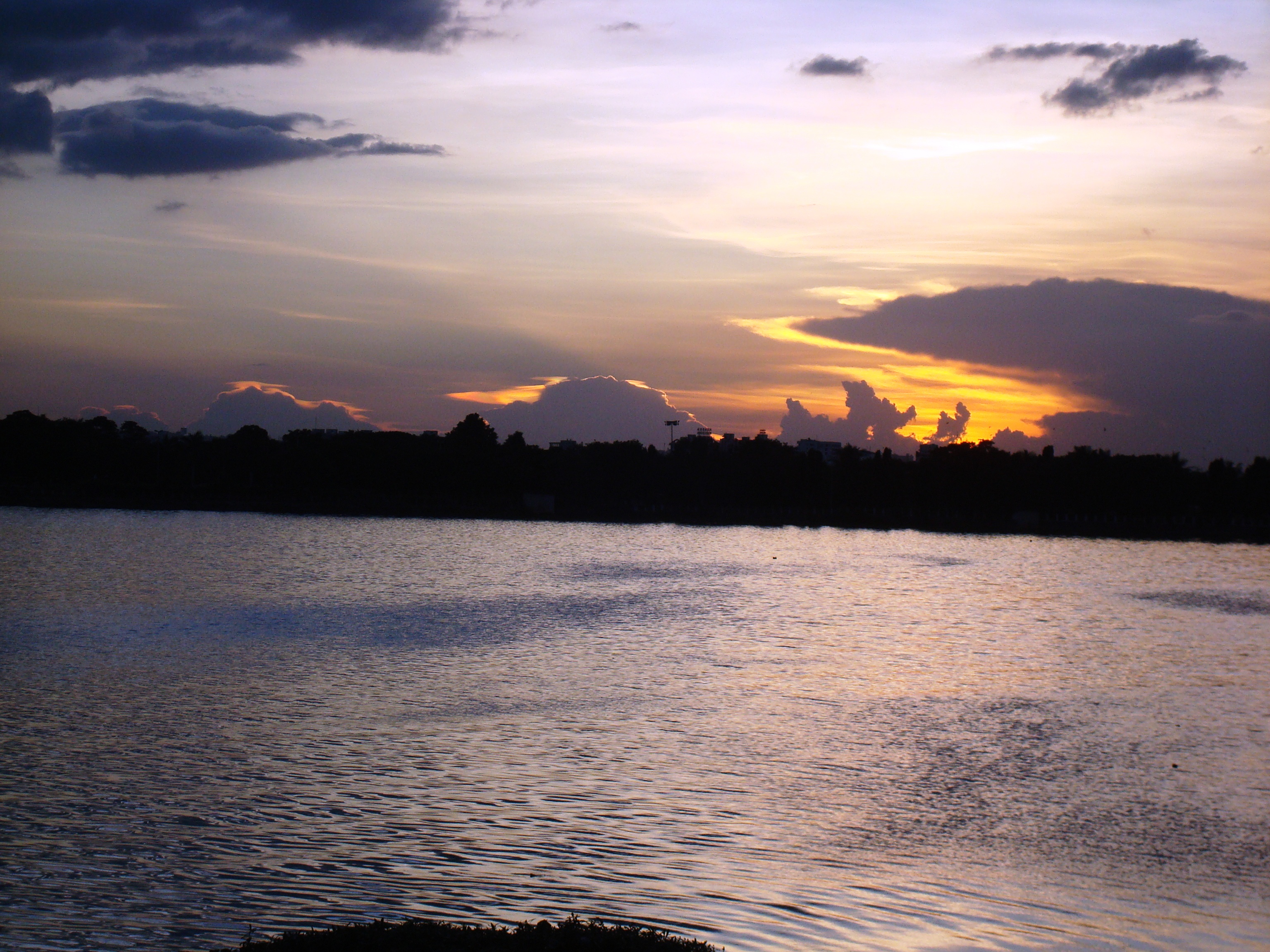
دریاچه حسین سگر پس از غروب
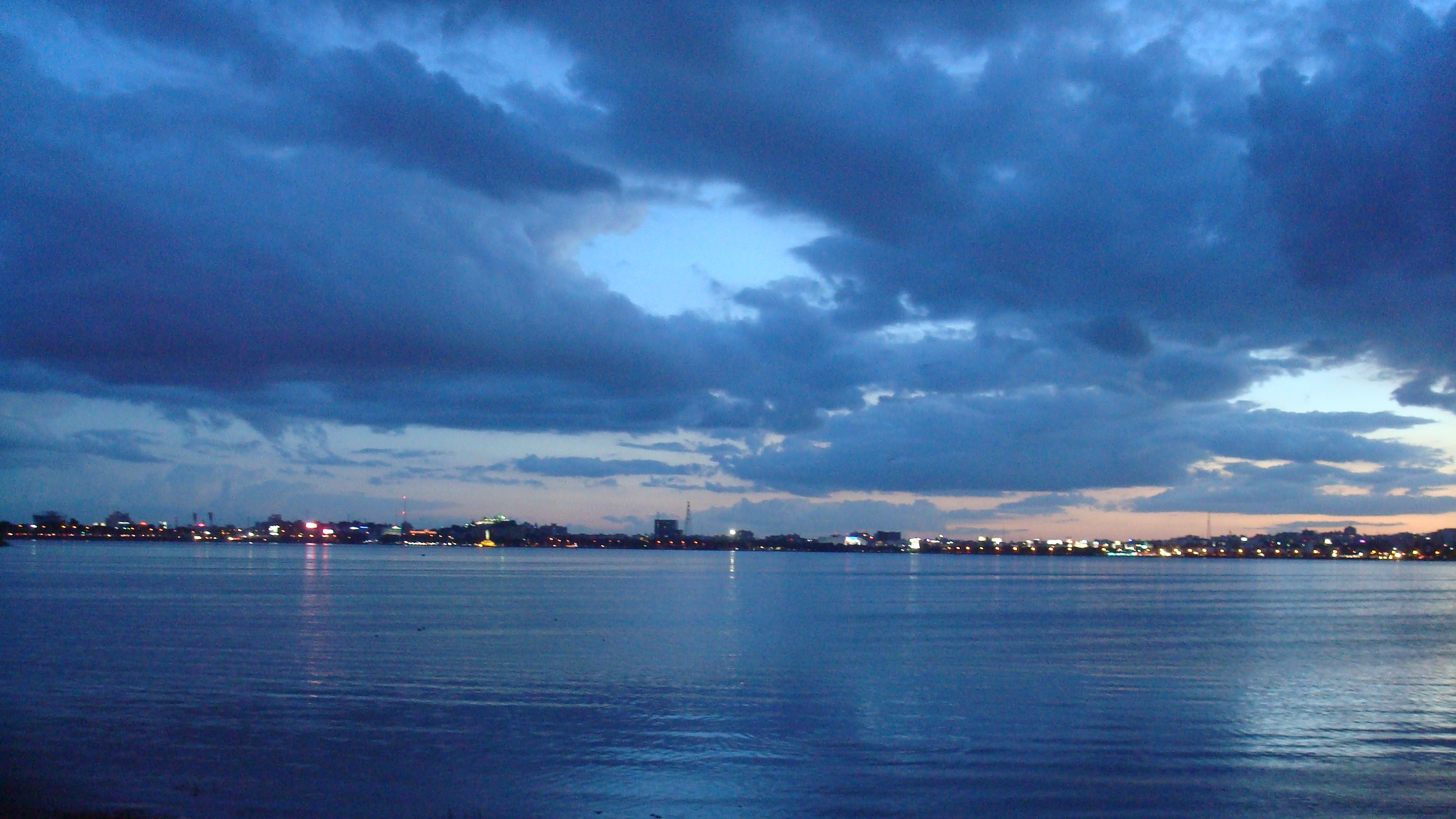
دریاچه سگر محل مناسبی برای تفرج‌های بعدازظهر
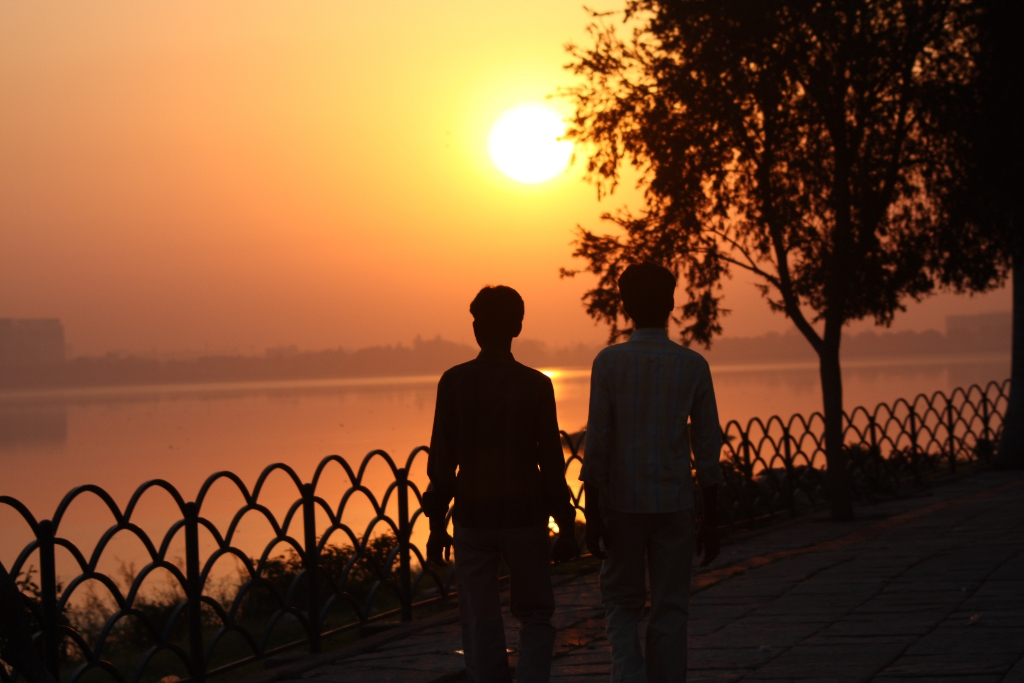
مردم در حال پیاده‌روی صبحگاهی در کنار دریاچه حسین سگر
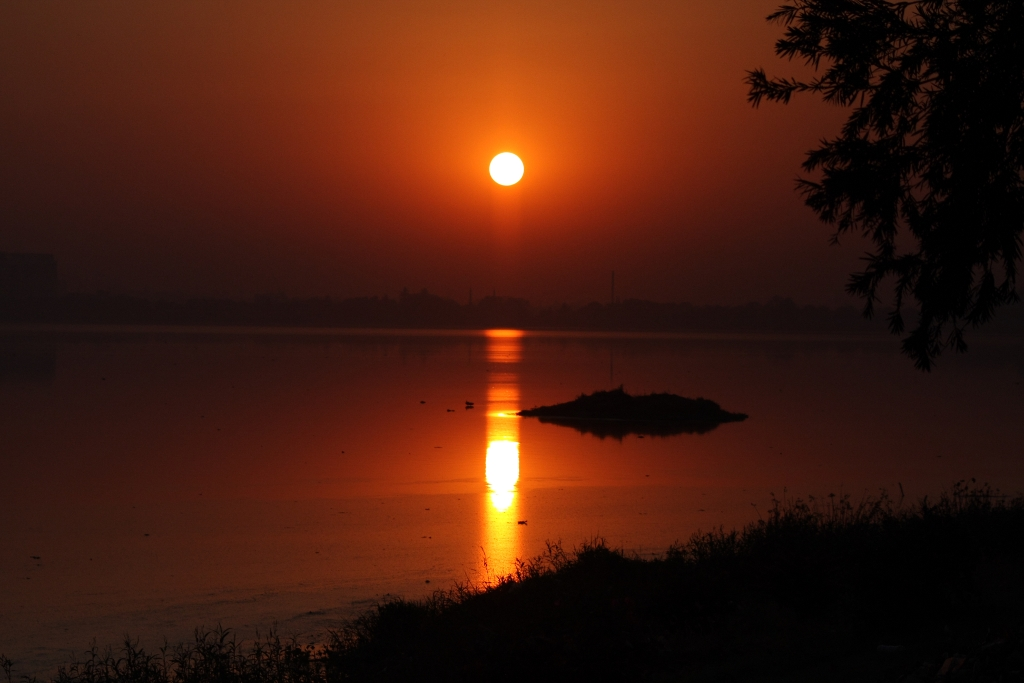
غروب خورشید در دریاچه حسین سگر
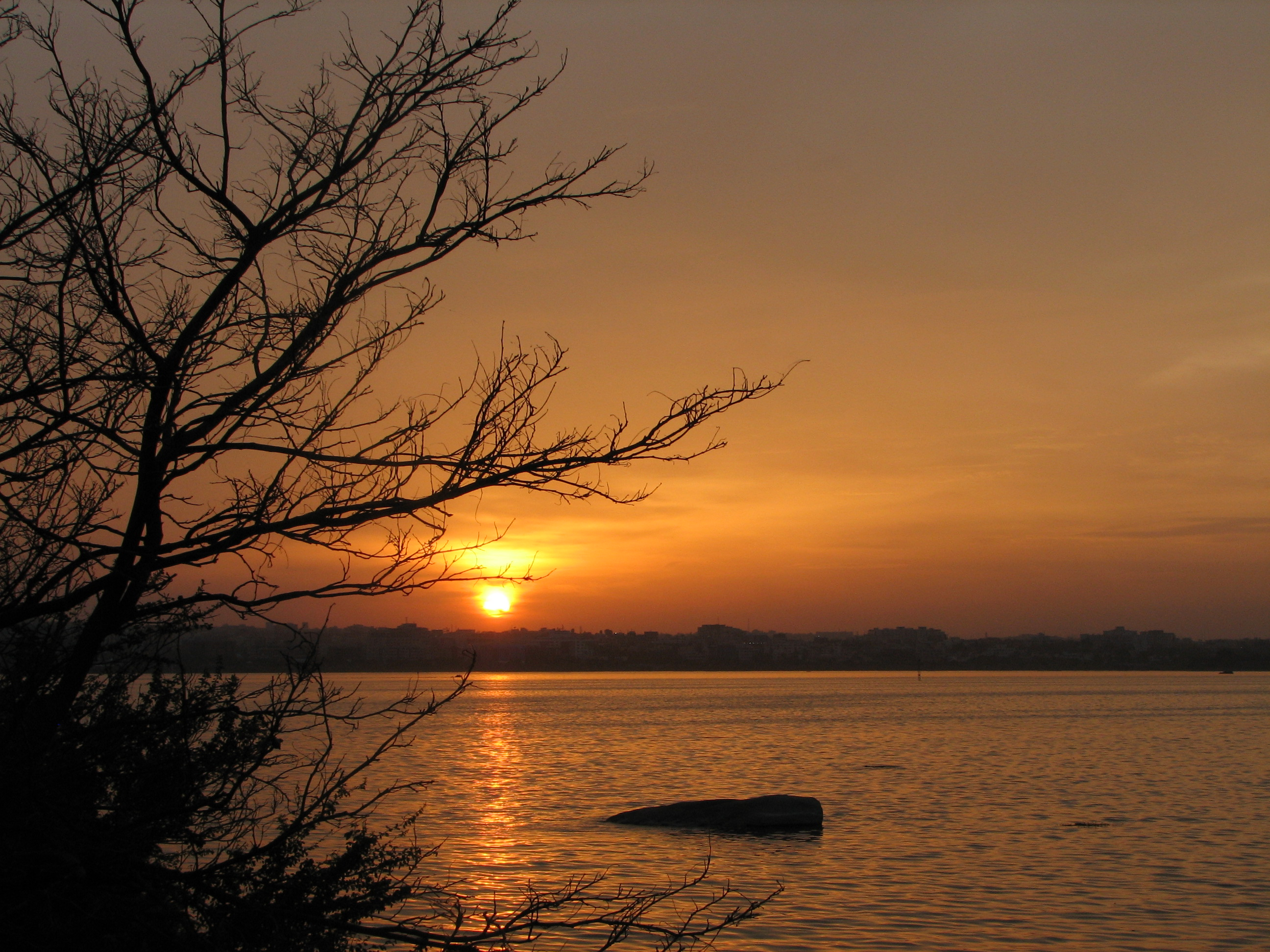
منظره‌ای از غروب خورشید در دریاچه حسین سگر
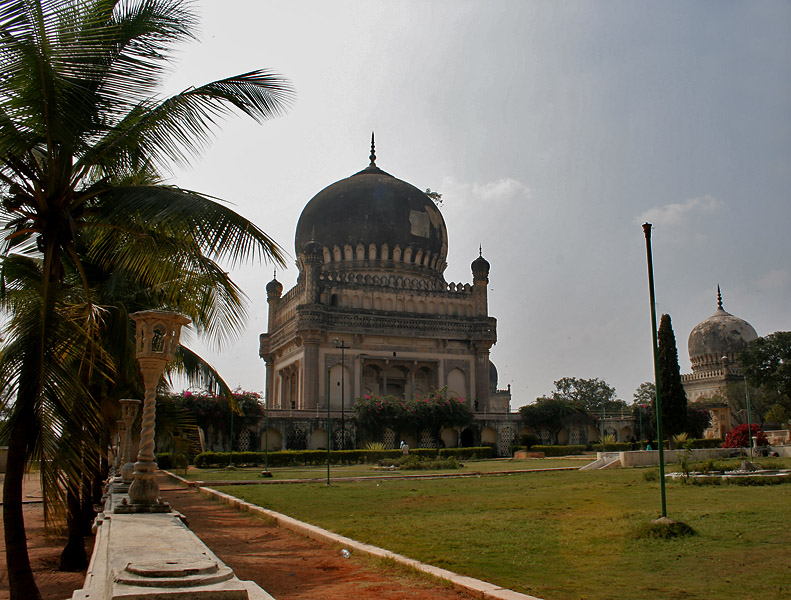
آرامگاه محمد قلی شاه قطب نزدیک قلعه گلکنده
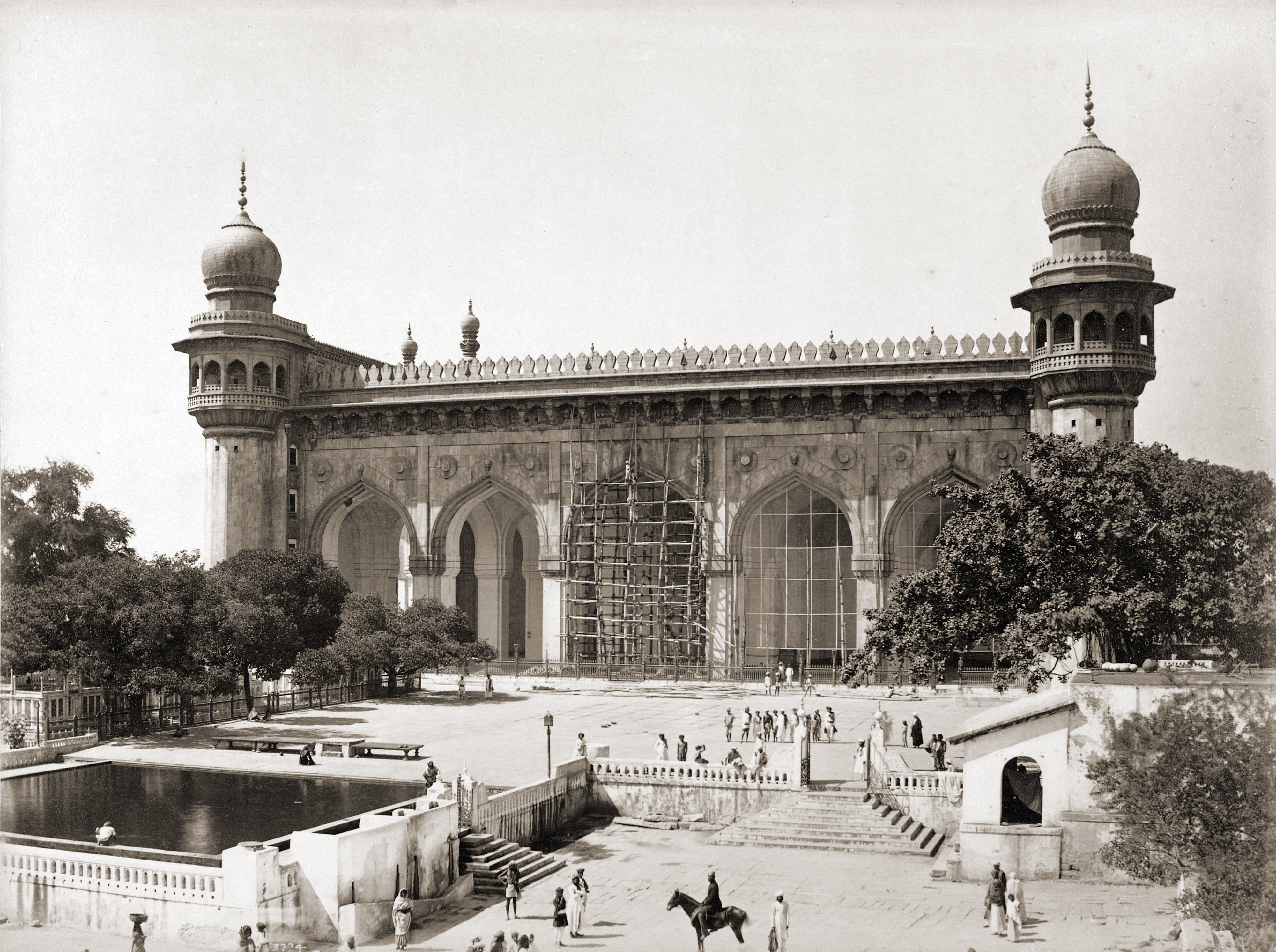
عکسی قدیمی از مسجد مکه در حیدرآباد
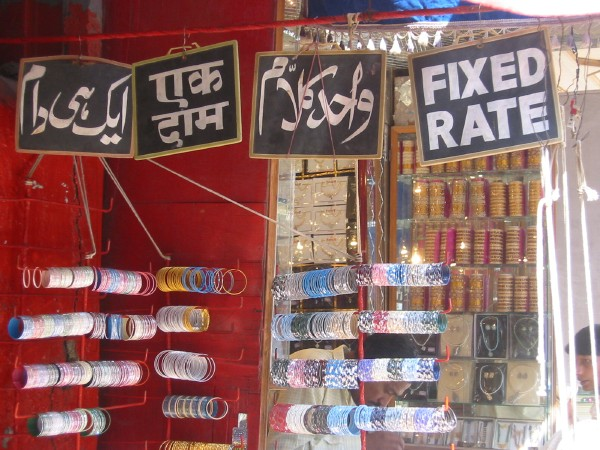
النگوهای متنوع و رنگین در لادبازار
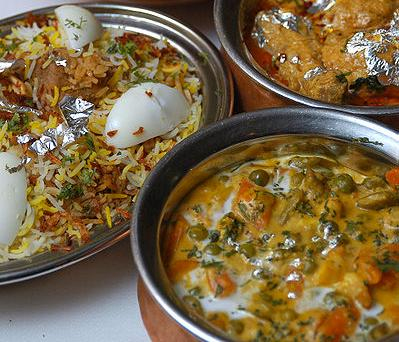
بریانی غذای مشهور حیدرآبادی
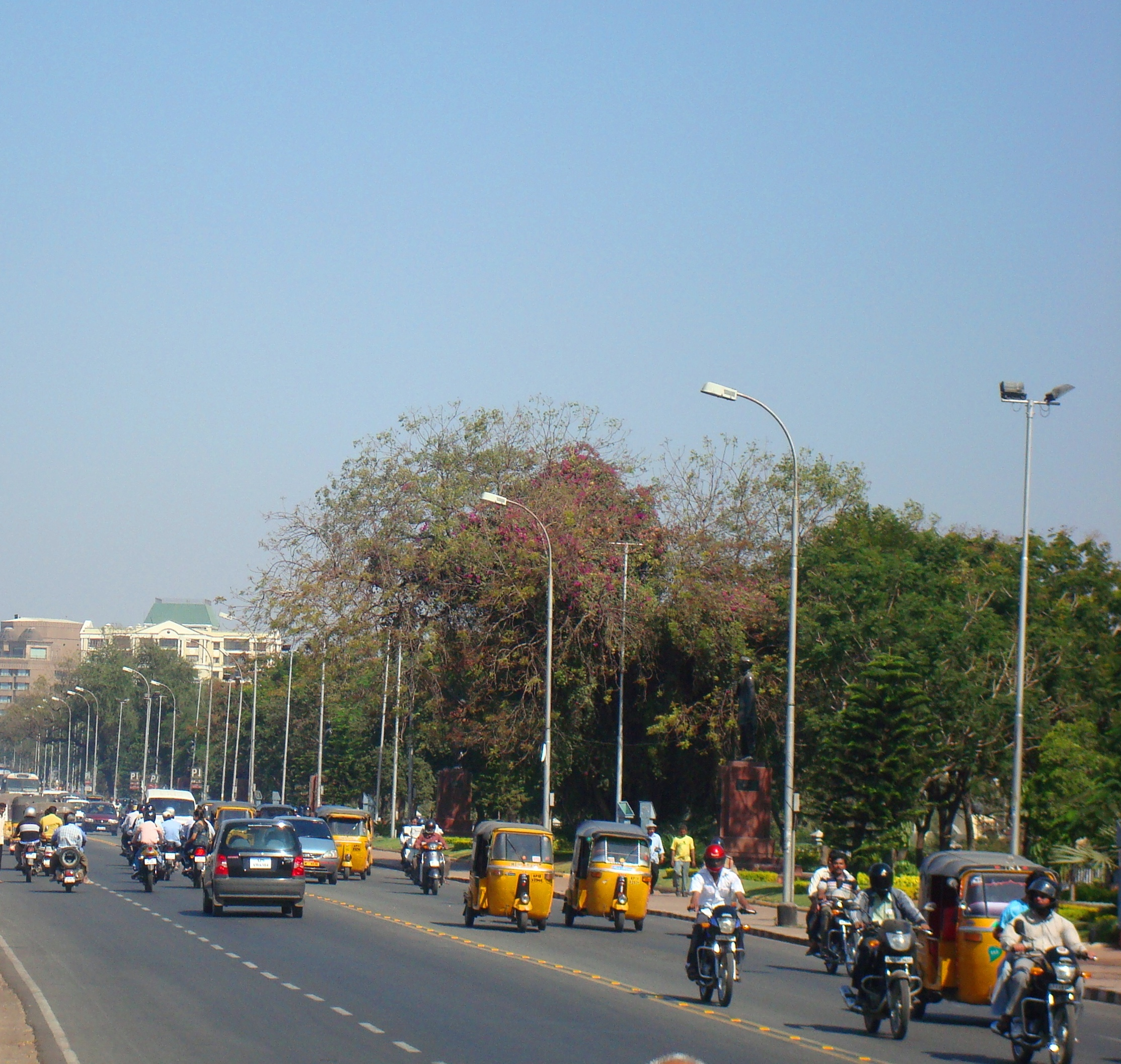
خیابانی در کنار دریاچه حسین سگر در حیدرآباد